# Schwandorf

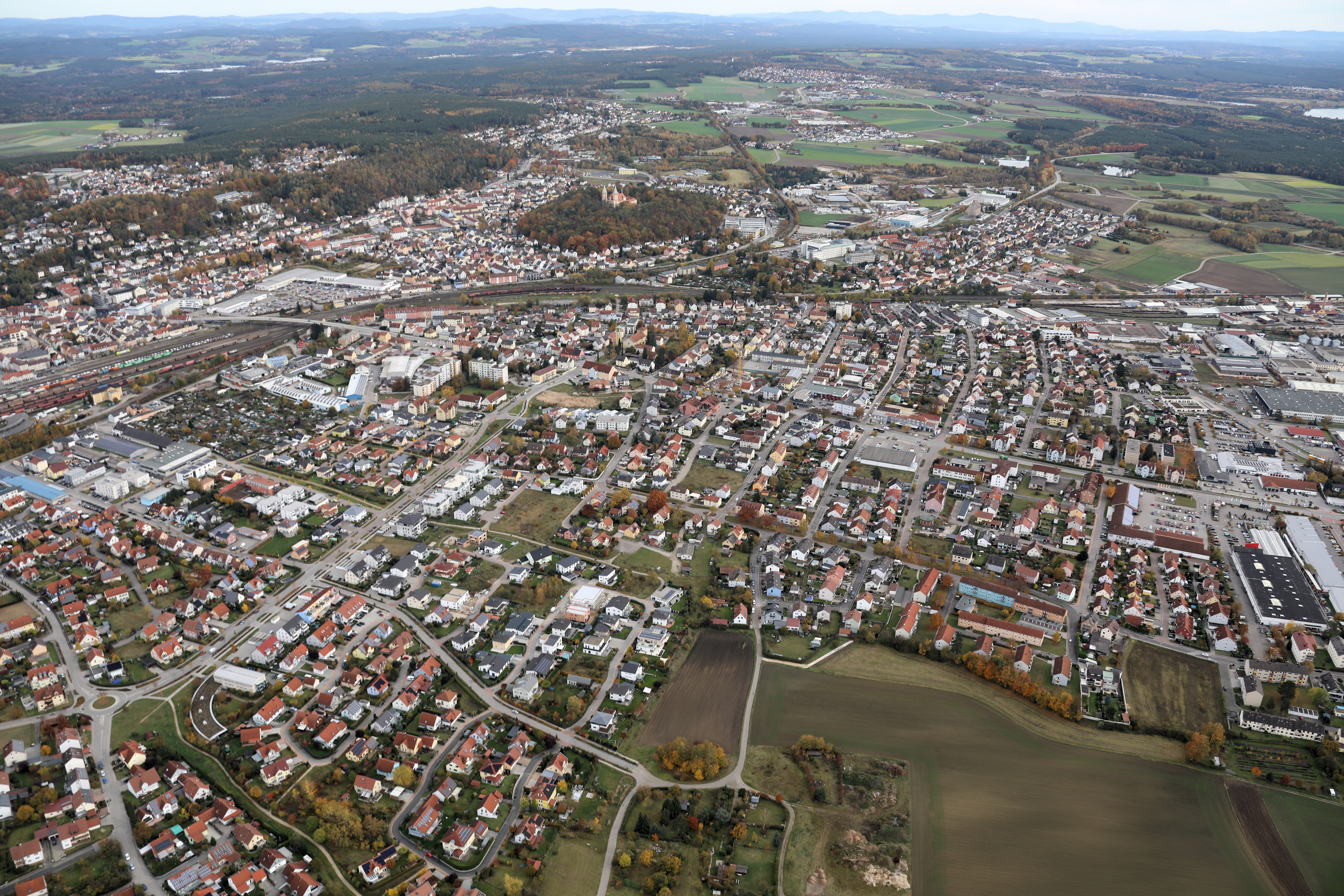
Stadt Schwandorf (2023)

Schwandorf ist eine Große Kreisstadt in dem nach ihr benannten Landkreis Schwandorf im Regierungsbezirk Oberpfalz in Bayern.

## Geografie

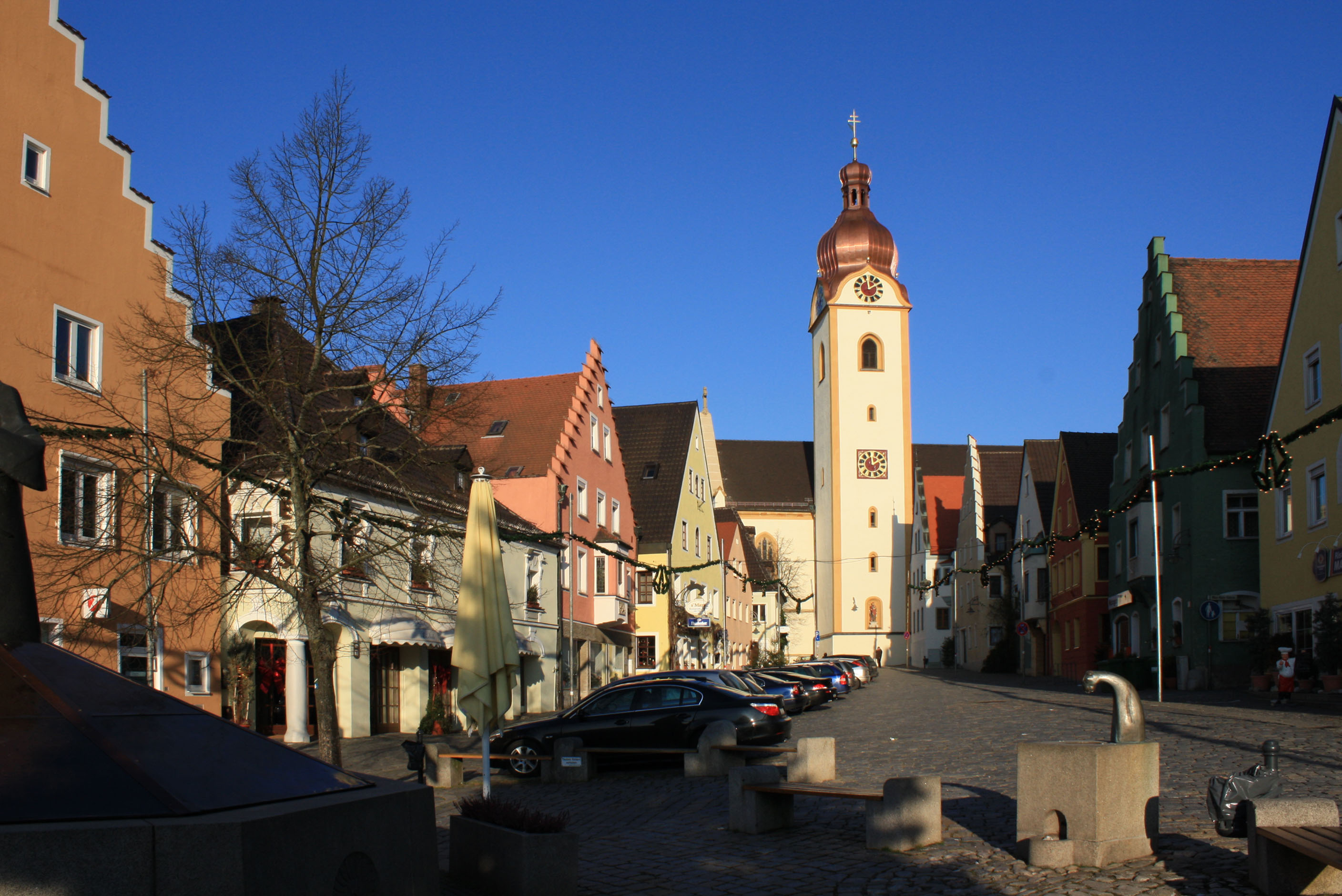
Oberer Marktplatz mit dem Turm der Pfarrkirche St. Jakob

Niederschlagsmittelwerte von Schwandorf für den Zeitraum von 1961 bis 1990

### Geografische Lage
Schwandorf liegt an der Schnittstelle von vier Senken in der Schwandorfer Bucht im südlichen Oberpfälzer Wald. Das Oberpfälzer Seenland grenzt an das Stadtgebiet an. Von Nord nach Süd durchzieht die Naab das Stadtgebiet. Die Natur hat dort im Naabtal eine breite Ebene geschaffen, deren Ränder Eisensandstein-Höhen bilden. Als grüne Insel erhebt sich der Kreuzberg aus der Ebene. Einst lag dieser weit vor den Toren der Stadt, heute ist er von der Siedlung umringt.

### Nachbargemeinden
Die Nachbargemeinden (im Uhrzeigersinn) sind: Fensterbach, Schwarzenfeld, Wackersdorf, Steinberg am See, Teublitz, Burglengenfeld, Wolferlohe, Ensdorf und Ebermannsdorf.
| Ebermannsdorf 14 km           | Fensterbach 10 km                           | Schwarzenfeld 7 km    |
| Ensdorf 12 km Wolferlohe 9 km | Kompassrose, die auf Nachbargemeinden zeigt | Wackersdorf 5,5 km    |
| Burglengenfeld 14,5 km        | Teublitz 11,5 km                            | Steinberg am See 8 km |

### Gemeindegliederung
Die Stadtgemeinde Schwandorf hat 62 Gemeindeteile (in Klammern ist der Siedlungstyp angegeben):
- Altenried (Einöde)
- Auhof (Einöde)
- Bayernwerk Gewerbegebiet (Einöde)
- Bössellohe (Einöde)
- Bubach an der Naab (Kirchdorf)
- Büchelkühn (Kirchdorf)
- Bügerlhof (Einöde)
- Charlottenhof (Einöde)
- Dachelhofen (Pfarrdorf)
- Dauching (Weiler)
- Distlhof (Einöde)
- Doblergut (Einöde)
- Egidiberg (Einöde)
- Ettmannsdorf (Pfarrdorf)
- Freihöls (Dorf)
- Fronberg (Pfarrdorf)
- Gögglbach (Kirchdorf)
- Grain (Dorf)
- Haarhof (Einöde)
- Hartenricht (Dorf)
- Haselbach (Kirchdorf)
- Höflarn (Dorf)
- Holzhaus (Einöde)
- Irlaching (Dorf)
- Irlbach (Dorf)
- Irrenlohe Bahnhof (Weiler)
- Kager (Einöde)
- Kapflhof (Einöde)
- Klardorf (Pfarrdorf)
- Krainhof (Einöde)
- Kreith (Dorf)
- Krondorf (Dorf)
- Kronstetten (Kirchdorf)
- Krumbach (Weiler)
- Krumlengenfeld (Weiler)
- Lindenlohe (Dorf)
- Schloss Lindenlohe (Einöde)
- Löllsanlage (Weiler)
- Münchshöf (Weiler)
- Naabeck (Kirchdorf)
- Naabsiegenhofen (Kirchdorf)
- Nattermoos (Dorf)
- Neukirchen (Pfarrdorf)
- Neuried (Weiler)
- Niederhof (Dorf)
- Obersitzenhof (Einöde)
- Oberweiherhaus (Einöde)
- Prissath (Dorf)
- Richt (Dorf)
- Scheckenberg (Einöde)
- Schwandorf (Hauptort)
- Siegenthan (Einöde)
- Sitzenhof (Einöde)
- Spielberg (Weiler)
- Stegen (Weiler)
- Strengleiten (Einöde)
- Striessendorf (Dorf)
- Unterweiherhaus (Einöde)
- Waltenhof (Kirchdorf)
- Wiefelsdorf (Pfarrdorf)
- Wöllmannsbach (Weiler)
- Ziegelhütte (Einöde)
- Zielheim (Dorf)

## Geschichte

### Namensdeutung
Rainer Scharf vertritt in der offiziellen Stadtchronik die Ansicht, dass sich Suainicondorf eindeutig auf slawische Wurzeln zurückführen lässt. Im Ortsnamen wären demnach suhai (Bursche) und nica (Bergheim, -dorf) enthalten, was übertragen Burschendorf bedeuten würde. Unterstützt wird die These durch die Tatsache, dass es sich bei Schwandorf archäologisch belegt um ein Einwanderungsgebiet der Slawen handelte. Am slawischen Ursprung des Ortsnamens wird kaum mehr gezweifelt.
Mit einem Personennamen Sweinikko bringt Albrecht Greule den Ortsnamen in Verbindung, in dem er als Wortwurzel althochdeutsch swein = Hirt, Knecht, Bursche annimmt. Schwandorf wäre also als Hirtendorf zu verstehen, an dessen Anfang ein Träger des Namens Sweinikko oder Sweinikka gestanden haben könnte.
Ein namensgebender Bezug zu den Markgrafen des Nordgau (Bayern), den von Schweinfurt, deren Herrschaftsraum im 10. Jahrhundert auch das Naabtal umfasste, wurde in Erwägung gezogen, gilt jedoch wenig wahrscheinlich. Verworfen sind inzwischen die Theorien, nachdem der Ortsname von Schwan oder Schwein abzuleiten wäre.

### Überblick zur Geschichte
Erstmals schriftlich erwähnt wurde Schwandorf im Jahr 1006 n. Chr. in einer Urkunde des Klosters Sankt Emmeram als Suainicondorf am Fluss Naba (Naab) im Bereich des Bistums Regensburg. Vorgeschichtliche Funde, zum Beispiel ein Angelhaken aus der Bronzezeit oder Urnengräber aus der Urnenfelderzeit (1200 bis 800 v. Chr.) im Stadtgebiet, sowie die Forschungen zur Herkunft des Namens der Stadt lassen eine sehr frühe, weit zurück reichende Besiedlung als sicher gelten. Im Jahr 1234 n. Chr. war Schwandorf in der Oberpfalz Sitz eines wittelbachischen Amtes, im Jahr 1286 Sitz eines Dekans und aus kirchlicher Sicht einer der Mittelpunkte des Bistums Regensburg im Nordgau. Am 5. Januar 1299 erhielt der Marktort eine städtische Verfassung, ab 1446 lassen sich vollständige Stadtrechte nachweisen.
Während des Landshuter Erbfolgekriegs wurde Schwandorf 1504 fast vollständig zerstört. In den Jahren 1555 bis 1617 war Schwandorf auf Grund des Augsburger Reichs- und Religionsfriedens, welchem sich Ottheinrich von Wittelsbach, Pfalzgraf von Pfalz-Neuburg, angeschlossen hatte, durch drei Generationen evangelisch-lutherisch und gehörte bis zur bayerischen Einigung 1777 zum Fürstentum Pfalz-Neuburg. Trotz der politischen Randlage (Grenzstadt) blieb Schwandorf durch seine Lage an einer alten Handels- und Heeresstraße nach Böhmen weiterhin wirtschaftlich ein Mittelpunkt. Im 16. Jahrhundert entstanden die meisten der heute noch erhaltenen Bauwerke der Stadt. Die Wirtschaftskraft verstärkte sich, nachdem am 12. Dezember 1859 die Bahnlinie Nürnberg–Schwandorf–Regensburg eröffnet wurde. Seit 1863, mit der Eröffnung der Bahnstrecke nach Weiden in der Oberpfalz, wurde Schwandorf ein Eisenbahnknotenpunkt von Bedeutung.
Im Jahre 1907 lebten in Schwandorf 6985 Bürger. Davon waren 6618 katholisch, 333 protestantisch, 19 israelitisch, 1 mennonitisch und 14 unbekannten Glaubens.
Im Jahre 1933 wohnten 29 Personen jüdischer Herkunft in Schwandorf. Louis Waldmann beging 1939 im Ortsteil Charlottenhof Suizid, und neun weitere Schwandorfer wurden deportiert und ermordet. Es gibt in Schwandorf 17 Stolpersteine für sie.
Zum Ende des Zweiten Weltkrieges, am 5. April 1945 wurde der Schwandorfer Bahnhof zum wiederholten Mal von Tieffliegern angegriffen. Acht US-Tiefflieger nahmen am 10. April 1945, um 13.45 Uhr einen Zug in Schwandorf unter Beschuss. Am 17. April 1945 bombardierten in der Morgenstunde zwischen 3.52 Uhr und 4.07 Uhr kanadische und britische Bomber der Royal Air Force mit 167 Lancasters und acht Mosquitos den Bahnhof in Schwandorf. Das Bombardement mit 633,3 Tonnen Bomben verwüstete auch die Innenstadt bis zum Kreuzbergviertel. 1250 Menschen, unter diesen Flüchtlinge und Heimatvertriebene und 495 in Schwandorf Ansässige, starben bei diesem Luftangriff. 514 Häuser wurden beschädigt und 674 vollständig zerstört. Vor dem Angriff hatte Schwandorf 1.361 Gebäude. Besonders betroffen war das Bahnhofsviertel, in den getroffenen Zügen starben unzählige Reisende. Wegen der zum Großteil zerstörten Bahnstrecke stoppte am 19. April bei Schwandorf ein Eisenbahntransport mit ca. 1000 Häftlingen aus dem KZ-Flossenbürg. Als ein Flugzeug auftauchte, herrschte Panik, einige Häftlinge versuchten zu fliehen. Dabei wurden 41 Häftlinge getötet, 111 konnten fliehen. Zwei Gruppen zu 417 und 389 Häftlingen mussten weitermarschieren Richtung Süden. Am 23. April 1945 erreichten die ersten US-Verbände die Stadt Schwandorf. Die Stadt wurde anschließend von amerikanischen Truppen der 3. Armee besetzt und gehörte zur amerikanischen Besatzungszone. Der Wiederaufbau dauerte viele Jahre an.
Die Stadt war in den Jahren 1920 bis 1972 kreisfrei. Im Zuge einer Verwaltungsreform wurde sie am 1. Juli 1972 in den neu gegründeten Großlandkreis eingegliedert, erhielt den Sitz des Landratsamtes und die Bezeichnung Große Kreisstadt.
Am 28. Dezember 1972 wurde der Name der Stadt Schwandorf in Bayern amtlich in Schwandorf geändert.

### Gründung

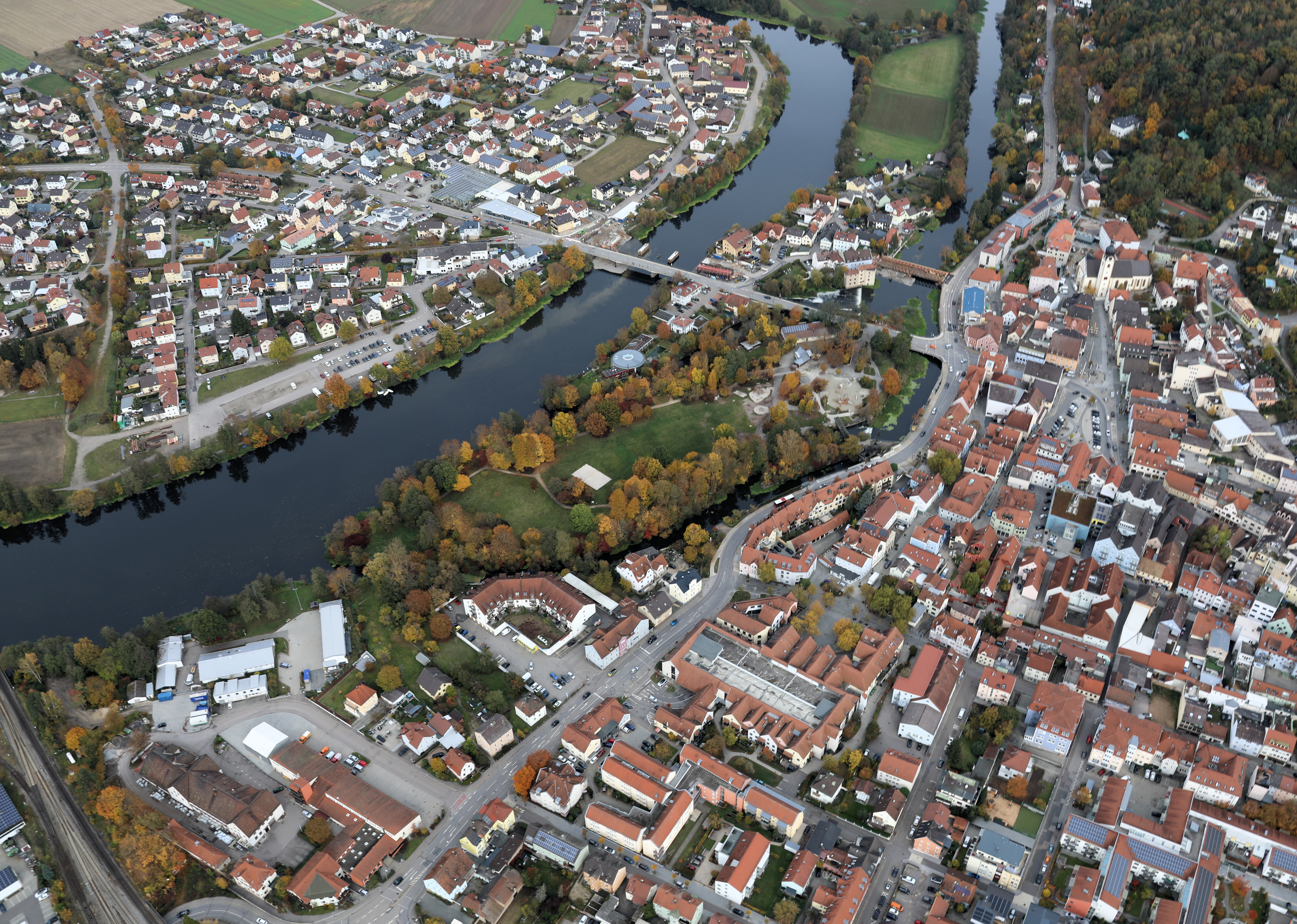
Naab in Schwandorf (2023)

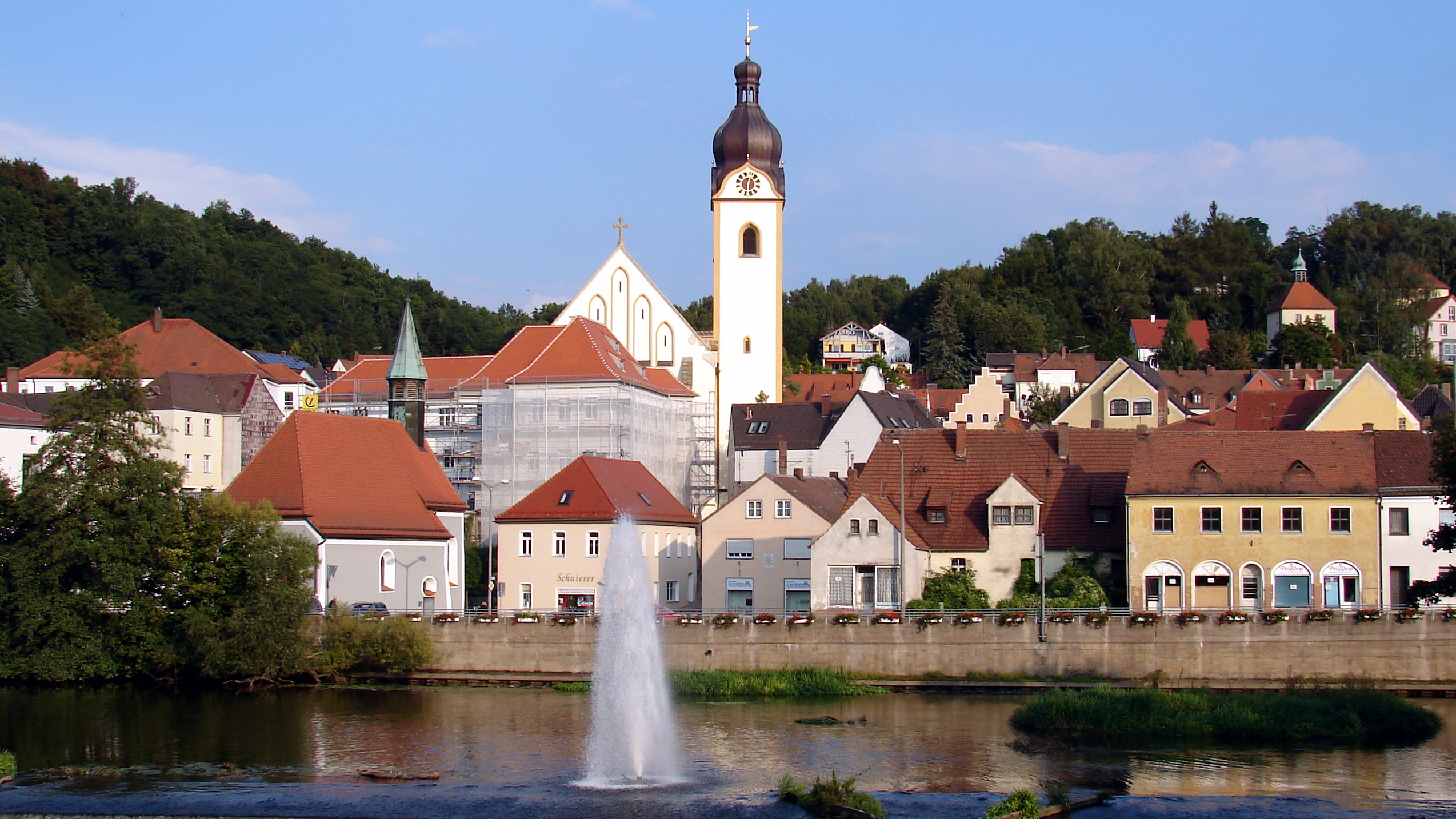
Die Naab in Schwandorf

Die Naab dürfte Ursache für die Stadtgründung gewesen sein. Hier in der flachen Schwandorfer Bucht teilt sich der Fluss in drei Arme und er ist so flach, dass eine bequeme Furt durch das Wasser möglich ist. Bereits zur Römerzeit war die Naab ein wichtiger Handelsweg von Süden nach Norden. Der Kreuzungsbereich von Straße und Fluss bot sich für eine Siedlung an. Bereits 1158 ist eine Schiffslände bezeugt. Salz und Eisen gehörten zu den wichtigsten Handelsgütern.
Mit Hilfe von Salz wurden die Fische der Naab zur Handelsware. Man bewirtschaftete zudem zahlreiche natürliche und künstliche Weiher. Der Fischreichtum und dessen Verwaltung veranlassten die Einführung eines Fischmeisteramts auf dem Nordgau, dessen erste Belege aus dem 13. Jahrhundert vorhanden sind.

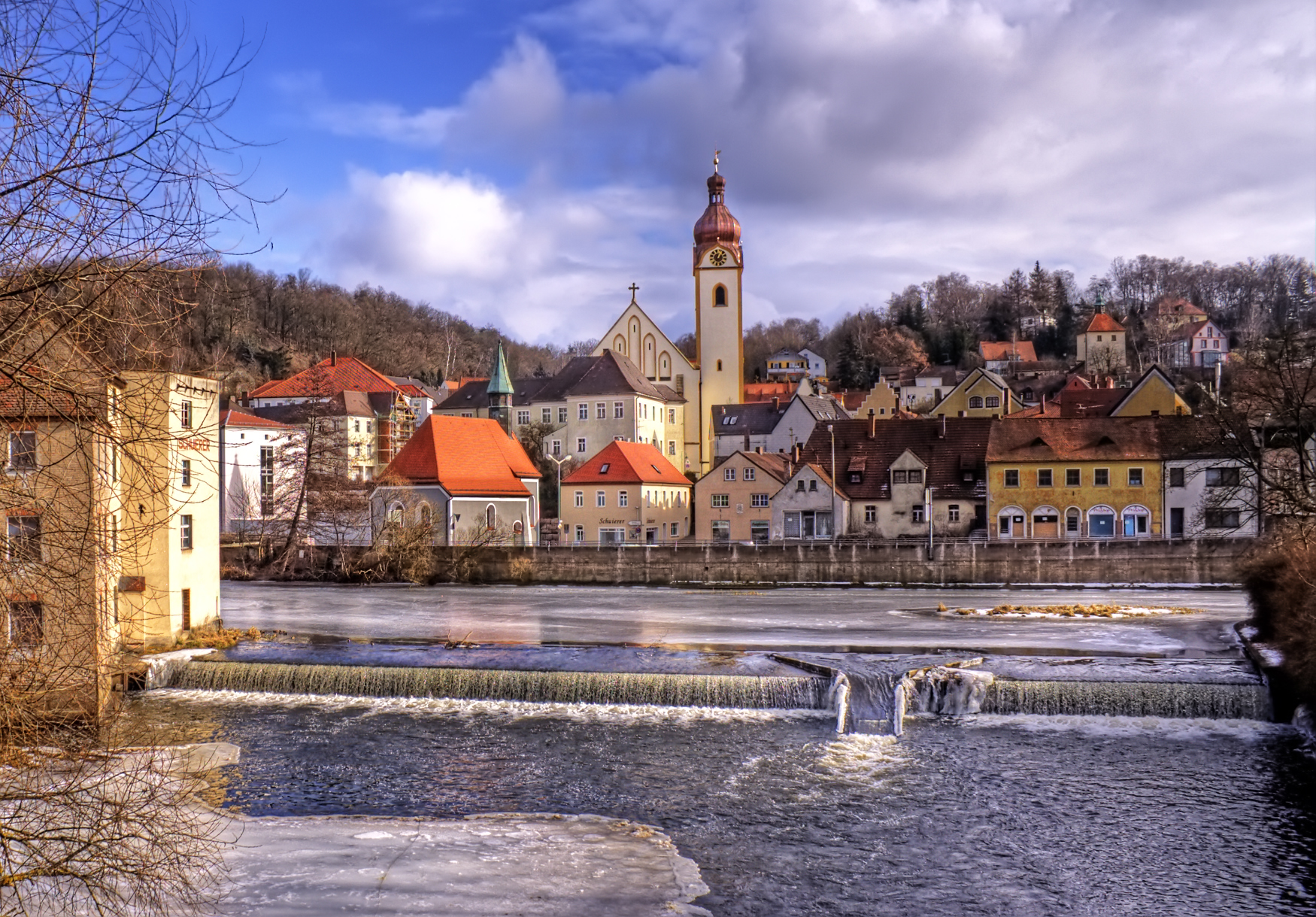
Naabwehr in Schwandorf mit Spitalkirche und Pfarrkirche St. Jakob im Hintergrund

Karpfen, Brachse, Schleien, Zander, Aale, Waller, Barben, Nasen, Barsche und Hechte kann man noch heute angeln. Einst waren die Flusskrebse so zahlreich, dass sie mit Händen gefangen werden konnten und in Schubkarren zum Markt gebracht wurden.
Mit der Wasserkraft der Naab angetriebene Mühlen gehörten zu den weiteren Lebensgrundlagen.
Heute wird im Stadtgebiet mit der Wasserkraft nur noch Strom erzeugt. Auch die Frachtschifffahrt ist längst eingestellt. Kanu und Kajak haben ihren Platz eingenommen. Die Teichwirtschaft stellt immer noch einen Wirtschaftsfaktor dar, während die Flussfischerei von Sport- und Angelvereinen betrieben wird.
Im Stadtgebiet speisen folgende Bäche die Naab: Fensterbach, Els, Rotha, Haselbach mit Irlbach, Göggelbach, blauer Entengraben und Martelgraben.

### Braunkohleabbau
Auf dem Gebiet der östlich gelegenen Gemeinden Wackersdorf und Steinberg am See wurde von 1906 bis 1982 von der Bayerischen Braunkohlen-Industrie AG (BBI) Braunkohle im Tagebau gefördert und im Dampfkraftwerk Dachelhofen (heute ein Stadtteil Schwandorfs) verbrannt.
Das Ende des Braunkohleabbaus im Herbst 1982 brachte den Verlust von rund 1.600 Arbeitsplätzen bei der BBI mit der Folge einer hohen Arbeitslosigkeit und Abwanderungsrate aufgrund fehlender Arbeitsplätze.
Das Kraftwerk mit seinen beiden je 235 Meter hohen Kaminen wurde am 18. Februar 2005 gesprengt. Aus den ausgekohlten Tagebauen entstand das Oberpfälzer Seenland, dessen größte Wasserfläche, der Steinberger See, mit knapp zwei Quadratkilometern Fläche den größten See der Oberpfalz darstellt.

### Wiederaufarbeitungsanlage Wackersdorf

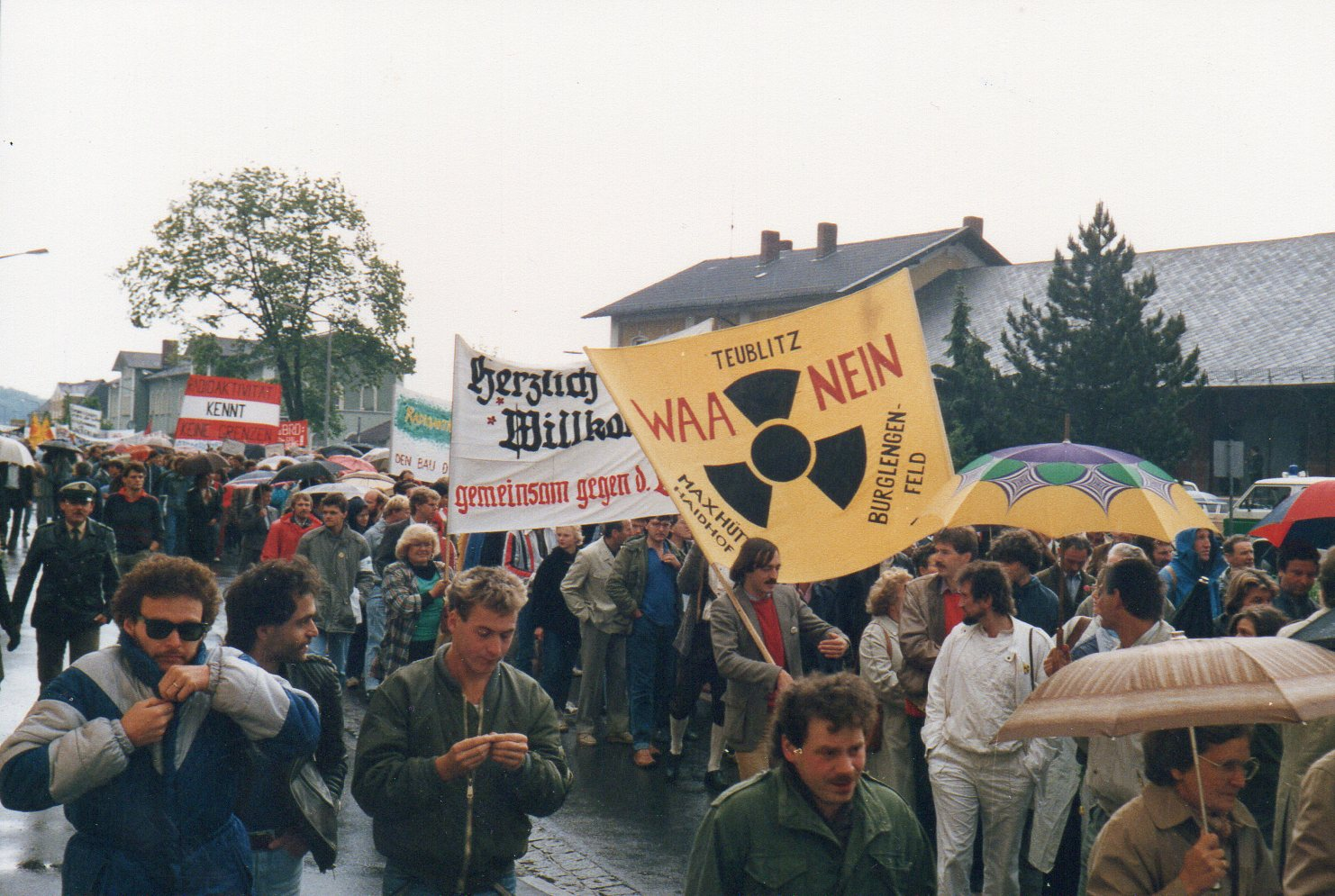
Empfang österreichischer WAA-Gegner am Bahnhof Schwandorf 1986

In den 1980er Jahren hinweg wurde auch Schwandorf von Auseinandersetzungen um die umstrittene atomare Wiederaufarbeitungsanlage Wackersdorf (WAA) geprägt. Nachdem sich 1981 die Hinweise auf eine Wiederaufarbeitungsanlage im Raum Schwandorf verdichteten, wurde im Oktober 1981 in Schwandorf die erste Bürgerinitiative „Bürgerinitiative Schwandorf gegen die WAA“ in der Kreuzberg-Gaststätte gegründet.
Im März und im Juli 1982 lehnte der Schwandorfer Stadtrat den Bau einer WAA mit großer Mehrheit ab.
Im März 1982 kam es wegen der Beantragung des Raumordnungsverfahrens durch die DWK zu einer Großdemonstration mit ca. 15.000 Demonstranten und bekannten Rednern (Landrat Hans Schuierer, OB Hans Kraus, MdL Dietmar Zierer, Prof. Robert Jungk, Hubert Weiger u. a.). Im Februar 1985 fand die größte Demonstration gegen die WAA mit ca. 35.000 Teilnehmern auf dem Marktplatz statt.
Im September 1986 kam es zu einer lautstarken Demonstration, als Ministerpräsident Franz Josef Strauß zu einer Wahlkampf-Rede im Schwandorfer Sepp-Simon-Stadion auftrat. Strauß wurde vom größten Polizeiaufgebot gesichert, das je eine Wahlkundgebung in Bayern schützte.

### Bundesgrenzschutz-Garnison
Seit 1956 hatte es Bestrebungen zur Ansiedlung des Bundesgrenzschutzes gegeben. Am 8. Mai 1958 kam die Zusicherung der Bundesregierung über die Einrichtung einer BGS-Unterkunft. Bereits im Dezember konnte Richtfest gefeiert werden und am 18. Februar 1960 erfolgte der Einzug. Werkstätten, Sportplatz, Schießstand und Hubschrauberlandeplatz gehören zur Einrichtung. Zu Zeiten des Kalten Krieges war Schwandorf Standort der Grenzschutzabteilung Süd 5 des BGS. Bei den Auseinandersetzungen um die WAA Wackersdorf in der zweiten Hälfte der 1980er Jahre war der BGS-Standort Schwandorf eine wichtige Einsatzzentrale und Hubschrauber-Basis der Sicherheitskräfte. Nach der Umstrukturierung des BGS blieb Schwandorf Standort der Bundespolizei. Seit dem 19. Dezember 2008 befindet sich hier ein gemeinsames Zentrum von Bundespolizei und Zoll sowie bayerischer und tschechischer Polizei. Seit dem 1. Januar 2013 befindet sich hier auch eine Zollverwaltung der Tschechischen Republik (Zollamt des Bezirks Pilsen).

### Religionen
- Katholische Pfarrämter
  - Pfarramt St. Jakob, mit Expositur St. Peter und Paul in Haselbach
  - Pfarramt Herz Jesu
  - Seelsorgeeinheit Zu Unserer Lieben Frau vom Kreuzberg und St. Paul
  - Pfarramt St. Andreas in Fronberg
  - Seelsorgeeinheit St. Josef in Dachelhofen und St. Martin in Neukirchen und St. Konrad in Ettmannsdorf
  - Seelsorgeeinheit St. Georg in Klardorf und St. Peter und Paul in Wiefelsdorf
  - Pfarramt St. Stefan in Wackersdorf, das mit der Filialkirche St. Johannes Baptist und Evangelist in Kronstetten in das Stadtgebiet von Schwandorf ragt.
  - Seelsorgeeinheit Theuern-Ebermannsdorf mit der Pfarrei St. Nikolaus Pittersberg, die mit dem Ortsteil Kreith in das Stadtgebiet Schwandorf ragt.
- Evangelisches Pfarramt
  - Evangelisch-Lutherisches Pfarramt, Erlöserkirche
- Evangelische Freikirchen
  - Evangelische Freikirche Schwandorf (Mennoniten)
- Andere Religionsgemeinschaften
  - Neuapostolische Kirche in Bayern
  - Zeugen Jehovas, Königreichssaal
  - Moschee des Islamischen Kulturvereins Schwandorf

### Judentum in Schwandorf
Nachweise für jüdisches Kulturleben gibt es seit der zweiten Hälfte des 19. Jahrhunderts. 1871 gab es in Schwandorf einen jüdischen Einwohner, 1900 sechs, 1910 vierundzwanzig, 1925 sechsundzwanzig jüdische Einwohner. 1913 gab es auf dem Gebiet der Pfarrei Schwandorf etwa 30 Juden. Die Schwandorfer Juden waren der jüdischen Gemeinde Amberg zugeteilt, ihre Toten wurden in Regensburg beerdigt. Der Amberger Lehrer und Kantor Leopold Godlewsky betreute sie bis 1938.
Von 1945 bis 1950 gab es in Schwandorf eine jüdische Gemeinde, der 1946 470 Personen (v. a. Displaced Persons) angehörten. Ihr Betsaal befand sich im ehemaligen jüdischen Kaufhaus Levi am Marktplatz 26. Nachdem 1948 der Staat Israel gegründet wurde, wanderten viele dieser Juden dorthin aus, andere auch in die USA.
Am 23. April 2013 wurden 17 Stolpersteine zur Erinnerung an während der Zeit des Nationalsozialismus gedemütigte, entrechtete, vertriebene und ermordete Schwandorfer Juden verlegt.

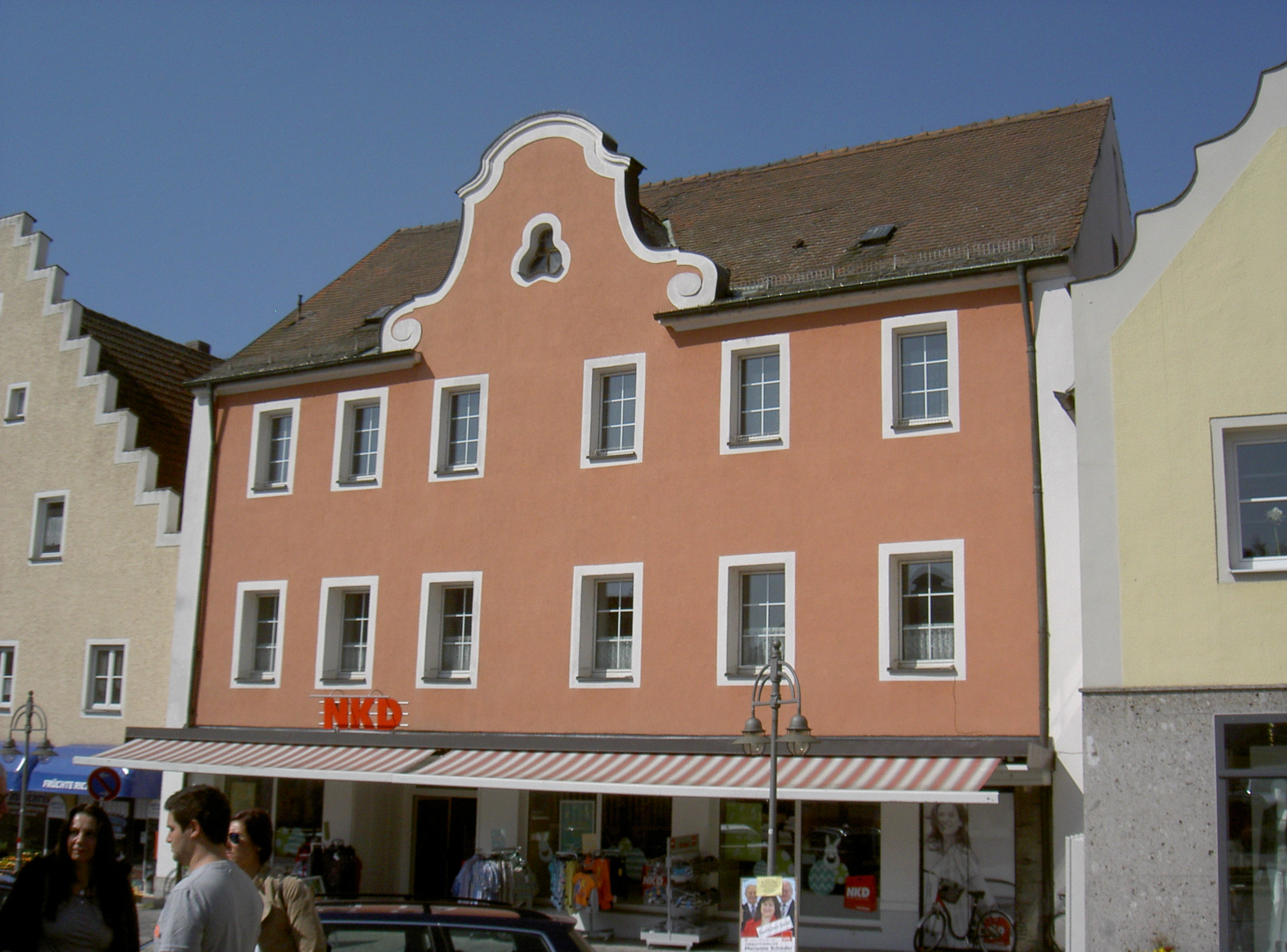
Schwandorf, Marktplatz 26, ehemaliges Kaufhaus Levi, 1945 bis 1950 Betsaal der jüdischen Gemeinde Schwandorf
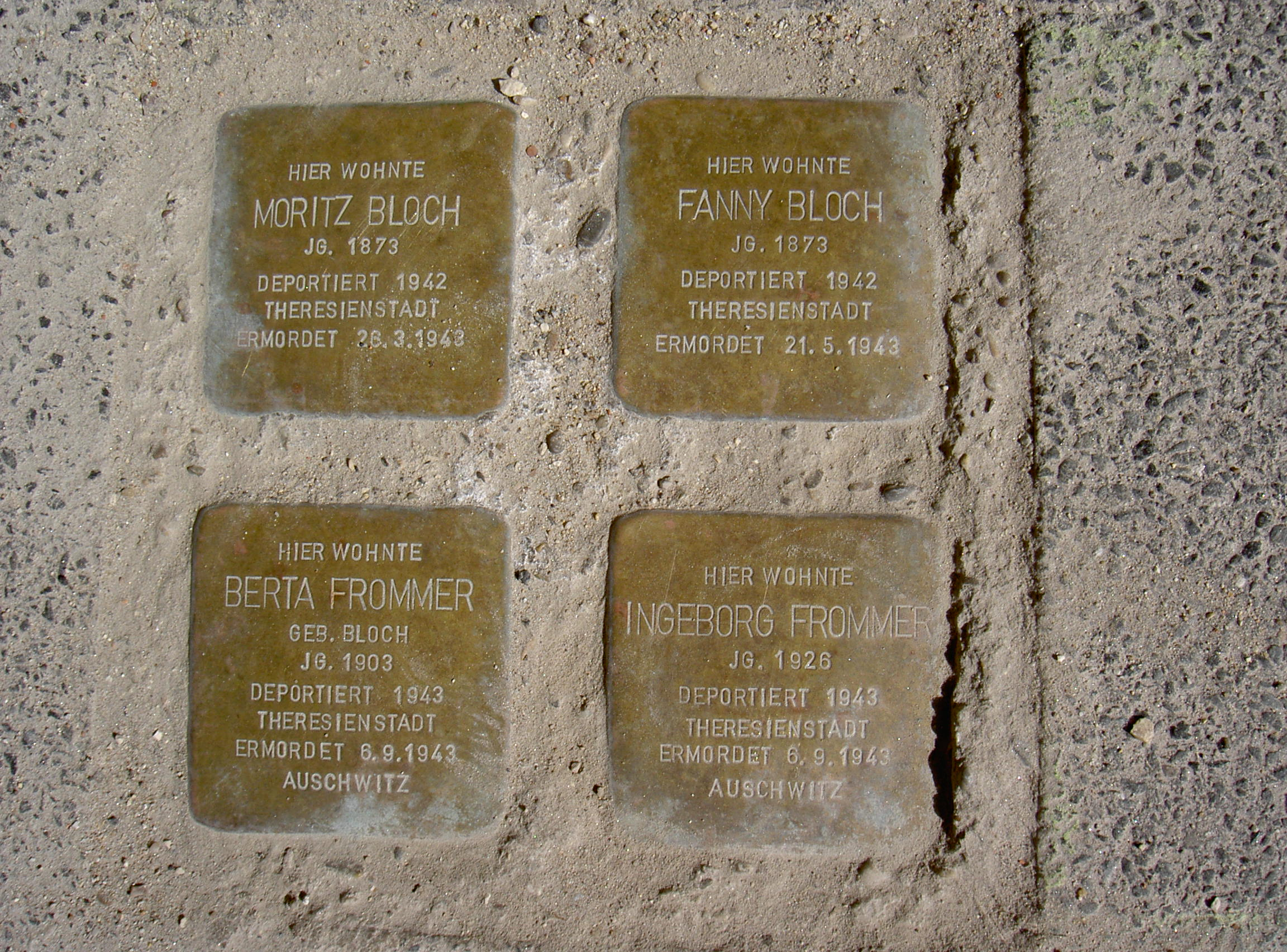
Schwandorf, Dr.-Martin-Luther-Str. 2, Stolpersteine für die Familien Bloch und Frommer
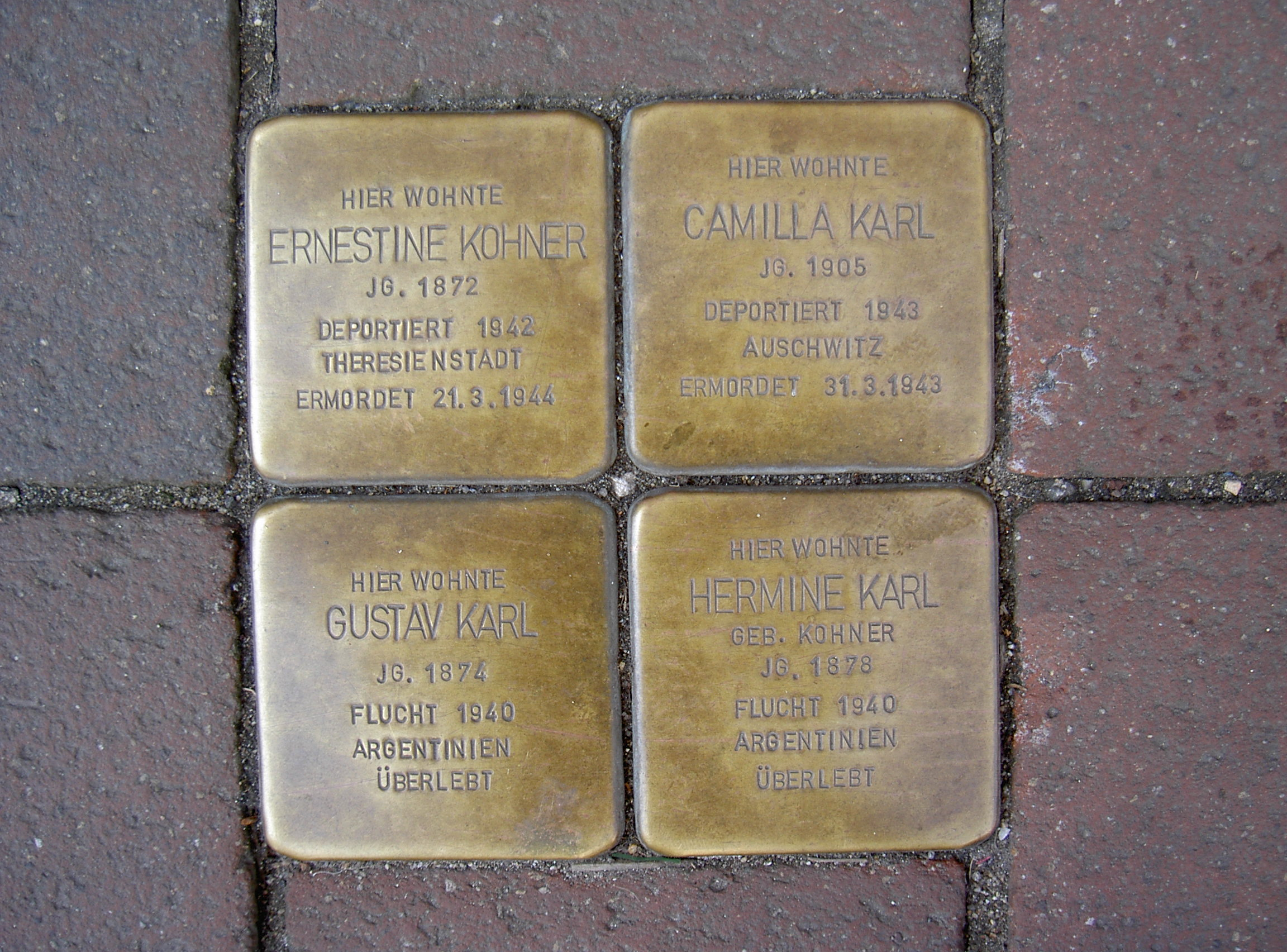
Schwandorf, Friedrich-Ebert-Str. 12, Stolpersteine für die Familien Kohner und Karl
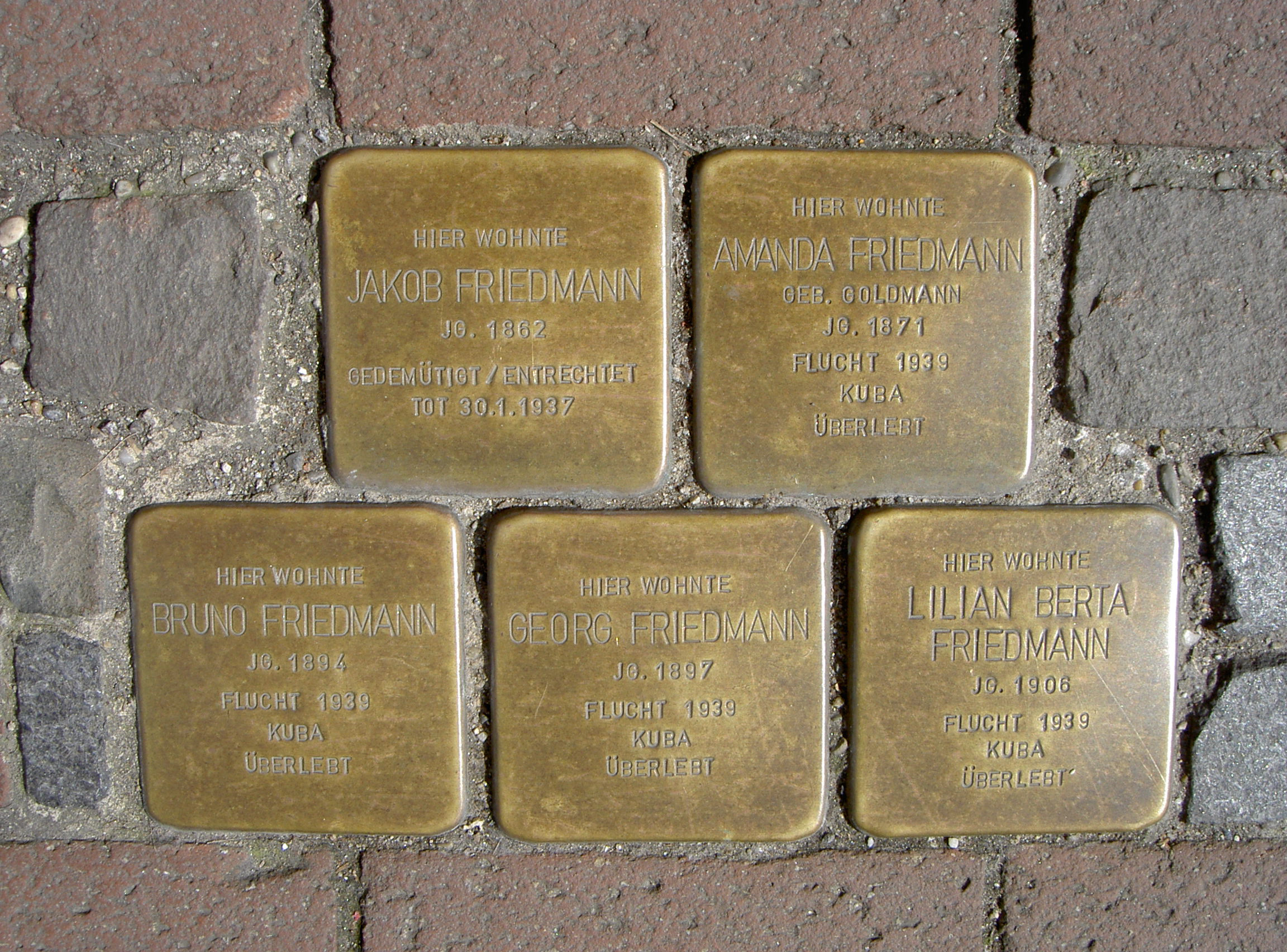
Schwandorf, Friedrich-Ebert-Str. 13, Stolpersteine für die Familie Friedmann
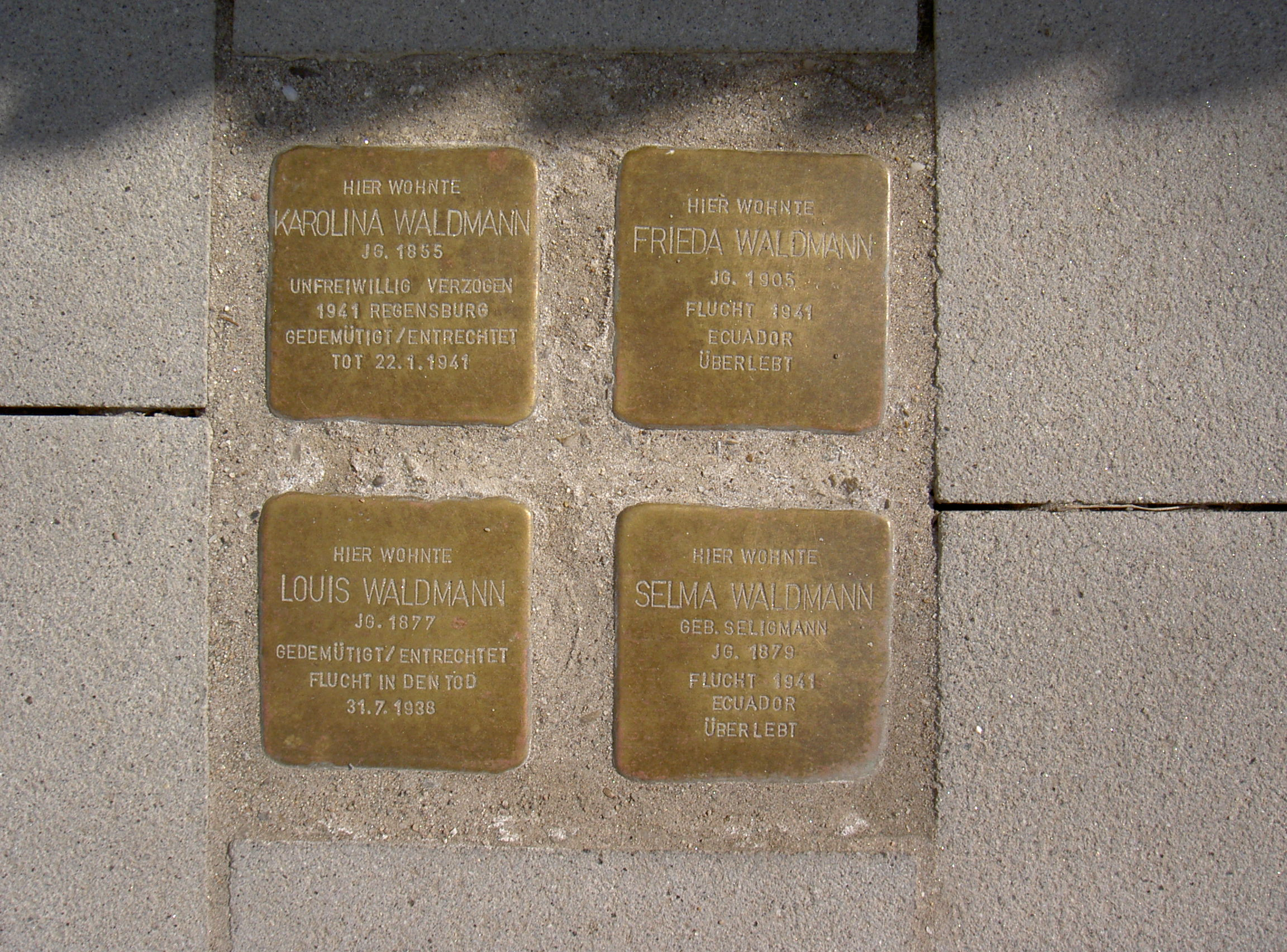
Schwandorf, Höflinger Str. 2, Stolpersteine für die Familie Waldmann

### Eingemeindungen

Hasenbuckel nördlich von Fronberg

In die bis 1972 kreisfreie Stadt Schwandorf wurden im Zuge der Gemeindegebietsreform folgende Gemeinden eingegliedert:
- Durch Vertrag zum 1. Juli 1972[20]
  - Gemeinde Ettmannsdorf bestehend aus den Gemeindeteilen Dachelberg, Egidienberg, Ettmannsdorf, Löllsanlage, Obersitzenhof und Sitzenhof
  - Gemeinde Fronberg, bestehend aus den Gemeindeteilen Fronberg, Irlaching, Irrenlohe und Münchshöf
  - Gemeinde Haselbach, bestehend aus den Gemeindeteilen Dauching, Haselbach, Irlbach, Matthiaszeche und Moserhütte (Im Jahr 1946 erhielt die Gemeinde Haselbach einen Teil der aufgelösten Gemeinde Breitenbrunn.[20])
  - Gemeinde Krondorf, bestehend aus den Gemeindeteilen Krondorf und Richt
  - Gemeinde Kronstetten, bestehend aus den Gemeindeteilen Bössellohe, Charlottenhof, Freihöls, Holzhaus, Kronstetten, Lindenlohe und Prissath
  - aus der Gemeinde Alberndorf die Gemeindeteile Höflarn, Nattermoos und Niederhof
- Durch Bürgerentscheid zum 1. Juli 1972[20]
  - aus der Gemeinde Pittersberg die Gemeindeteile Distlhof und Kreith
- Durch Regierungsbeschluss zum 1. Juli 1976[10]
  - Gemeinde Gögglbach mit den Gemeindeteilen Gögglbach, Krainhof und Naabsiegenhofen
- Durch Regierungsbeschluss zum 1. Mai 1978[10]
  - Gemeinde Bubach an der Naab (offiziell: a. d. Naab), bestehend aus den Gemeindeteilen Auhof, Bubach, Doblergut, Kreuzbügerl, Strengleiten und Waltenhof.
  - Gemeinde Dachelhofen, bestehend aus den Gemeindeteilen Büchelkühn, Dachelhofen, Lange Meile und Neuwolferlohe
  - Gemeinde Klardorf, bestehend aus den Gemeindeteilen Klardorf, Oberweiherhaus, Stegen, Unterweiherhaus und Zielheim (Die Gemeinde Zielheim erhielt am 9. Juni 1950 den neuen Gemeindenamen Klardorf.[20])
  - Gemeinde Naabeck, bestehend aus den Gemeindeteilen Naabeck, Spielberg und Ziegelhütte (Bereits zum 1. April 1970 schloss sich die Gemeinde Wiefelsdorf bestehend aus den Gemeindeteilen Altenried, Neuried, Strießendorf, Wiefelsdorf und Wöllmannsbach der Gemeinde Naabeck an.[20])
  - Gemeinde Neukirchen, bestehend aus den Gemeindeteilen Bügerlhof, Grain, Haarhof, Hartenricht, Kager, Krumbach, Krumlengenfeld, Neukirchen, Scheckenberg und Siegenthann
- durch Anschluss zum 1. Januar 1979[10]
  - aus der Gemeinde Büchheim der Gemeindeteil Kapflhof (Volkszählung 1970: fünf Einwohner).

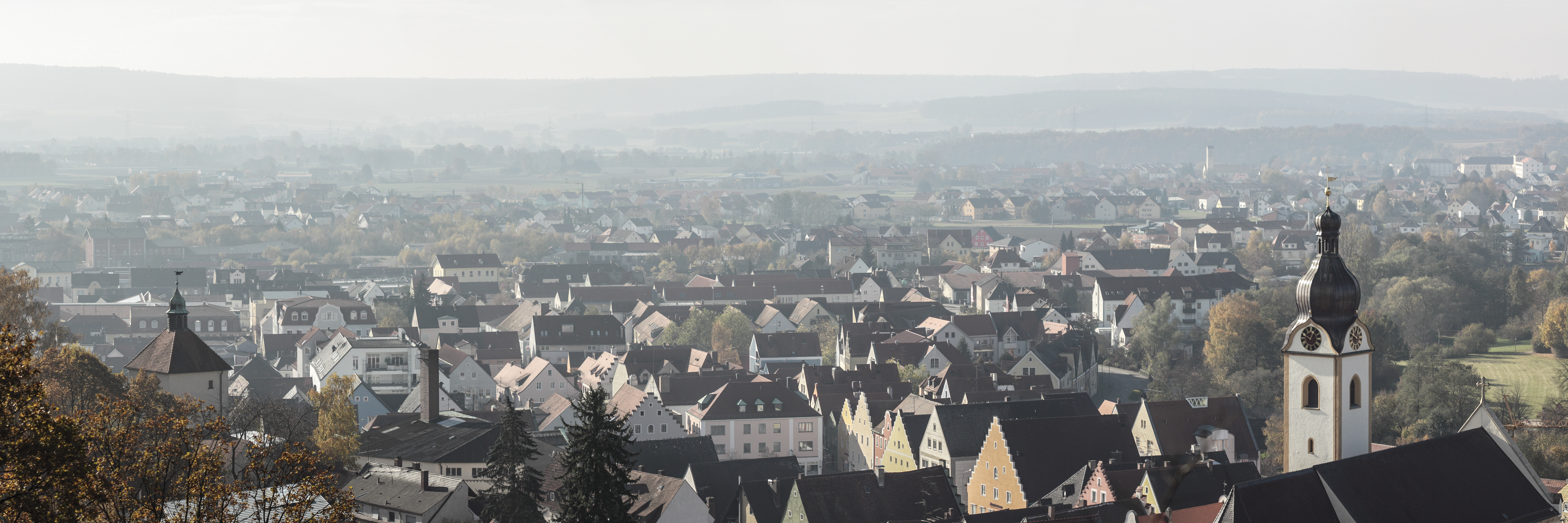
Panorama von Schwandorf vom Aussichtspunkt Schwammerling (links: Blasturm, rechts: Turm der Pfarrkirche St. Jakob)

### Einwohnerentwicklung
Zwischen 1988 und 2018 wuchs die Stadt von 25.874 auf 28.828 um 2.954 Einwohner bzw. um 11,4 %. Heute hat Schwandorf über 30.000 Einwohner.

### Neonazi-Mordanschlag 1988
Wie bei den Anschlägen der Deutschen Aktionsgruppen sowie 1991 in Hünxe, 1992 in Mölln (drei Tote) und Rostock-Lichtenhagen, 1993 in Solingen (fünf Tote), 1993 in Dolgenbrodt, 1996 in Lübeck (zehn Tote), 2015 in Nauen, 2016 in Bautzen, gab es 1988 in Schwandorf einen ausländerfeindlich bzw. rassistisch motivierten Brandanschlag mit vier Toten.
In der Nacht vom 16. auf den 17. Dezember 1988 steckte der 19-jährige Auszubildende Josef Saller, Mitglied der Neonazi-Organisation Nationalistische Front, aus rassistischen Gründen in der Schwandorfer Innenstadt das Habermeier-Haus in Brand, in dem vorwiegend Türken wohnten. Durch den Brandanschlag verloren vier Menschen ihr Leben. Der Arbeiter Osman Can (49), Ehefrau Fatma (43), Sohn Mehmet (11) und der deutsche Akustiker Jürgen Hübener (47) verbrannten bzw. erstickten. Am Wohnhaus der Tochter klebte ein Aufkleber, ein Hakenkreuz und die Aufschrift: „Türken raus!“ Zwölf weitere Bewohner retteten sich durch Sprünge aus dem Fenster und verletzten sich dabei teils schwer.
Vor Gericht sagte der Täter: „Ich hasse Ausländer.“ Er wurde zu zwölfeinhalb Jahren Freiheitsstrafe wegen besonders schwerer Brandstiftung (§ 307 StGB alter Fassung) verurteilt, einen Mord erkannten die Richter nicht. 2001 kam er frei und wurde von der rechtsextremen Szene bundesweit als Märtyrer gefeiert.
2008 wurde eine Tafel „Zum Gedenken an die Opfer“ und „Den Lebenden zur bleibenden Mahnung“ am wiedererrichteten Habermeier-Haus angebracht. 2009 beschloss der Schwandorfer Stadtrat einstimmig eine jährlich wiederkehrende Gedenkfeier am 17. Dezember. 2016 wurde ein vom Schwandorfer Bündnis gegen Rechts finanzierter Gedenkstein errichtet.

## Politik

### Stadtrat
Nach der Kommunalwahl am 15. März 2020 verteilen sich die Sitze im Stadtrat auf die einzelnen Parteien und Listen folgendermaßen:

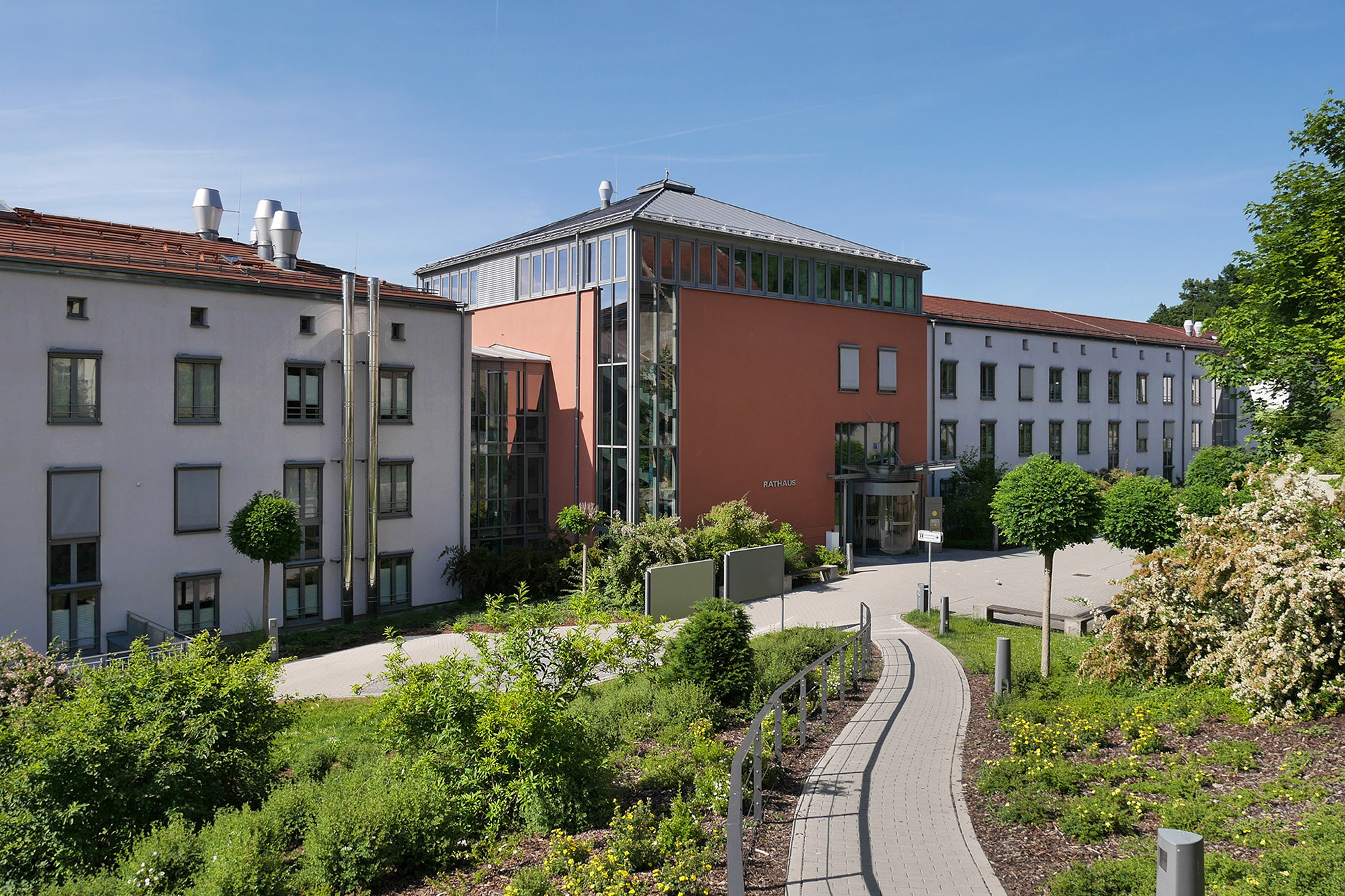
Rathaus Schwandorf

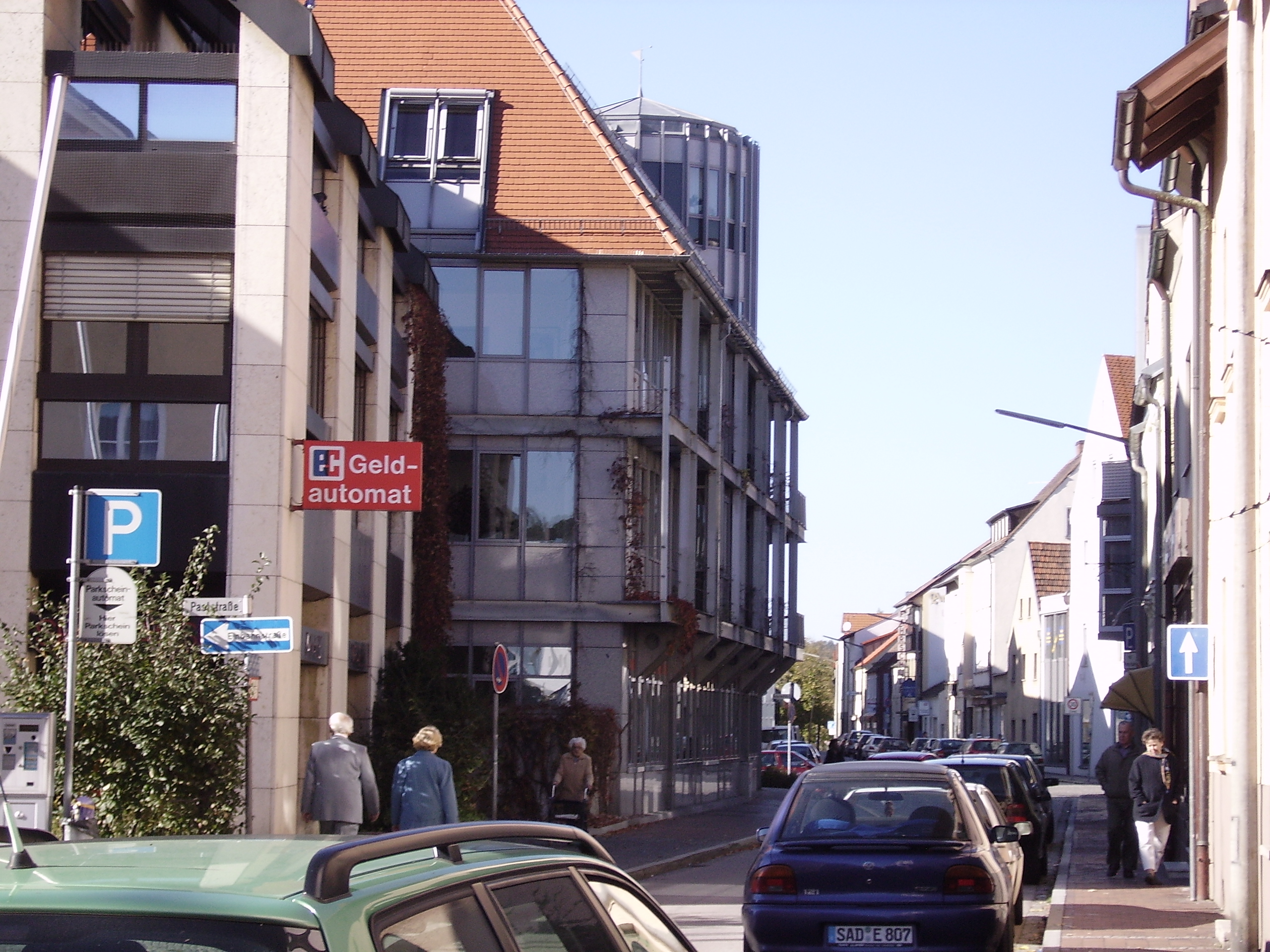
Die Postgartenstraße in Schwandorf in Richtung Innenstadt

- SPD: 7
- Grüne: 2
- ÖDP: 1
- UW: 3
- FW: 2
- CSU: 12
- AfD: 3

| CSU | GRÜNE | FW | AfD | SPD | UW | ÖDP |
| --- | ----- | -- | --- | --- | -- | --- |
| 12  | 2     | 2  | 3   | 7   | 3  | 1   |

### Oberbürgermeister
- 1946–1948 Dionys Bink (CSU)
- 1948–1958 Lorenz Sichler (SPD)
- 1958–1978 Josef Pichl (UW)
- 1978–2002 Hans Kraus (CSU)
- 2002–2014 Helmut Hey (SPD)
- 2014–0000 Andreas Feller (CSU)

### Wappen
| | Blasonierung: „Geteilt; oben in Schwarz ein wachsender, rot gekrönter goldener Löwe, unten die bayerischen Rauten, belegt mit einem schwarzen Filzstiefel.“ |
| Das Schwandorfer Wappen ist bis auf den Stiefel mit dem der nahe gelegenen Stadt Amberg identisch. Das Wappen gleicht auch denen der Städte Bacharach, Albersweiler und Biebelnheim, die alle um dieselbe Zeit entstanden und vermutlich aus der gleichen pfalzgräflichen Kanzlei stammen. Das älteste bekannte Siegel der Stadt Schwandorf stammt aus dem Jahr 1552 und wird im Bay. Hauptstaatsarchiv in München verwahrt. Das älteste Wappen der Stadt Amberg stammt aus der Zeit um das Jahr 1350 und wird mit den Rauten der Grafen von Bogen und einem Löwen, der später zum pfälzischen Löwen wurde, gedeutet. Am 5. Januar 1299 hat Herzog Rudolf I. (Pfalz) (geboren 1274, Regent 1294, gestorben 1319) aus dem Hause Wittelsbach, der Stammler genannt und Bruder des späteren Königs und Kaisers Ludwig IV. der Bayer, Schwandorf dieselben Rechte und Pflichten verliehen, wie er sie 1294 seiner geliebten Stadt Amberg verliehen hatte. Seit dieser Zeit sind offenbar das Stadtrecht und das Siegel beider Städte gleich. Ebenso wie der Name Schwandorf gibt auch die Deutung des Wappenbildes der Stadt Anlass zu Vermutungen und führte zu sagenhaften Deutungen aus der Geschichte der Stadt. Pfalzgraf Ruprecht soll bei einer Hirschjagd im Morast der Naab steckengeblieben sein und seinen Stiefel verloren haben. Als die Einwohner Schwandorfs bei seinem Eintritt in die Stadt über das fehlende Beinkleid lachten, soll ihnen der Pfalzgraf den Stiefel für ihr Wappen vermacht haben. Andere Erzählungen schicken den Pfalzgrafen auf die Pirsch nach badenden Mädchen in der Naab, wobei er wieder seines Stiefels verlustig ging und dieser nachher ins Wappen von Schwandorf zur Erinnerung an das Ereignis aufgenommen wurde. | |

### Städtepartnerschaften
- Libourne, Nouvelle-Aquitaine, Frankreich
- Sokolov (früher Falkenau), Karlovarský kraj, Tschechien

### Patenstädte
- Stadt Maxhütte-Haidhof, Landkreis Schwandorf, seit 1953.[31]
- Landkreis Falkenau an der Eger: 1959 übernahm die Stadt Schwandorf die Patenschaft für die aufgrund der Beneš-Dekrete aus ihrer Heimat vertriebenen deutschen Bewohner der Stadt und des Landkreises Falkenau an der Eger im Sudetenland, heute Teil des Bezirks Okres Sokolov.[31]
- Gemeinde Stadlern, Landkreis Schwandorf, seit 1974.[31]

## Institutionen
- Freiwillige Feuerwehr Stadt Schwandorf[32]
- THW-Ortsverband Schwandorf[33]
- THW Geschäftsstelle[34]
- BRK Rettungswache[35]
- Sitz des BRK-Kreisverbands[35]
- Johanniter Ortsverband Schwandorf[36]
- Schwandorfer Tafel[37]
- Amtsgericht Schwandorf

## Wirtschaft und Infrastruktur
Schwandorf ist das wichtigste Einzelhandelszentrum im gleichnamigen Landkreis. In der Stadt werden rund 13.350 sozialversicherungspflichtige Beschäftigte gezählt. Davon sind:
- circa 19 Prozent im Wirtschaftsbereich Handel, Gastgewerbe und Verkehr
- circa 53 Prozent im Dienstleistungssektor
- circa 27 Prozent produzierendes Gewerbe tätig

Der Pendlersaldo ist positiv. Die Zahl der Einpendler übersteigt die Zahl der Auspendler um rund 2300.
Die Meillerghp war Schwandorfs größter Arbeitgeber mit circa 1200 Mitarbeitern. Das ehemalige Tochterunternehmen der österreichischen Post zählte zu den größten Direktmarketing-Unternehmen Europas. Im Zuge des Verkaufs 2015 an die Paragon Group mit Sitz im irischen Dublin firmiert das Unternehmen seit dem 1. Mai 2018 unter dem neuen Firmennamen Paragon Customer Communications Schwandorf GmbH. Im Bereich des produzierenden Gewerbes stellt das verarbeitende Gewerbe einen wichtigen Wirtschaftsfaktor dar. Hier sind die wichtigsten Arbeitgeber insbesondere in der Druckindustrie und in der Automobilzulieferung zu finden. Die Nabaltec AG, ein Unternehmen der chemischen Industrie, hat seinen Hauptsitz in Schwandorf.
Schwandorf ist Sitz der Schmack Biogas GmbH, die Biogasanlagen projektiert, errichtet und betreibt. Am 14. Juli 2008 hat der Betrieb die größte europäische Biogasanlage in Schwandorf in Betrieb genommen.

## Verkehr

### Straßenverkehr

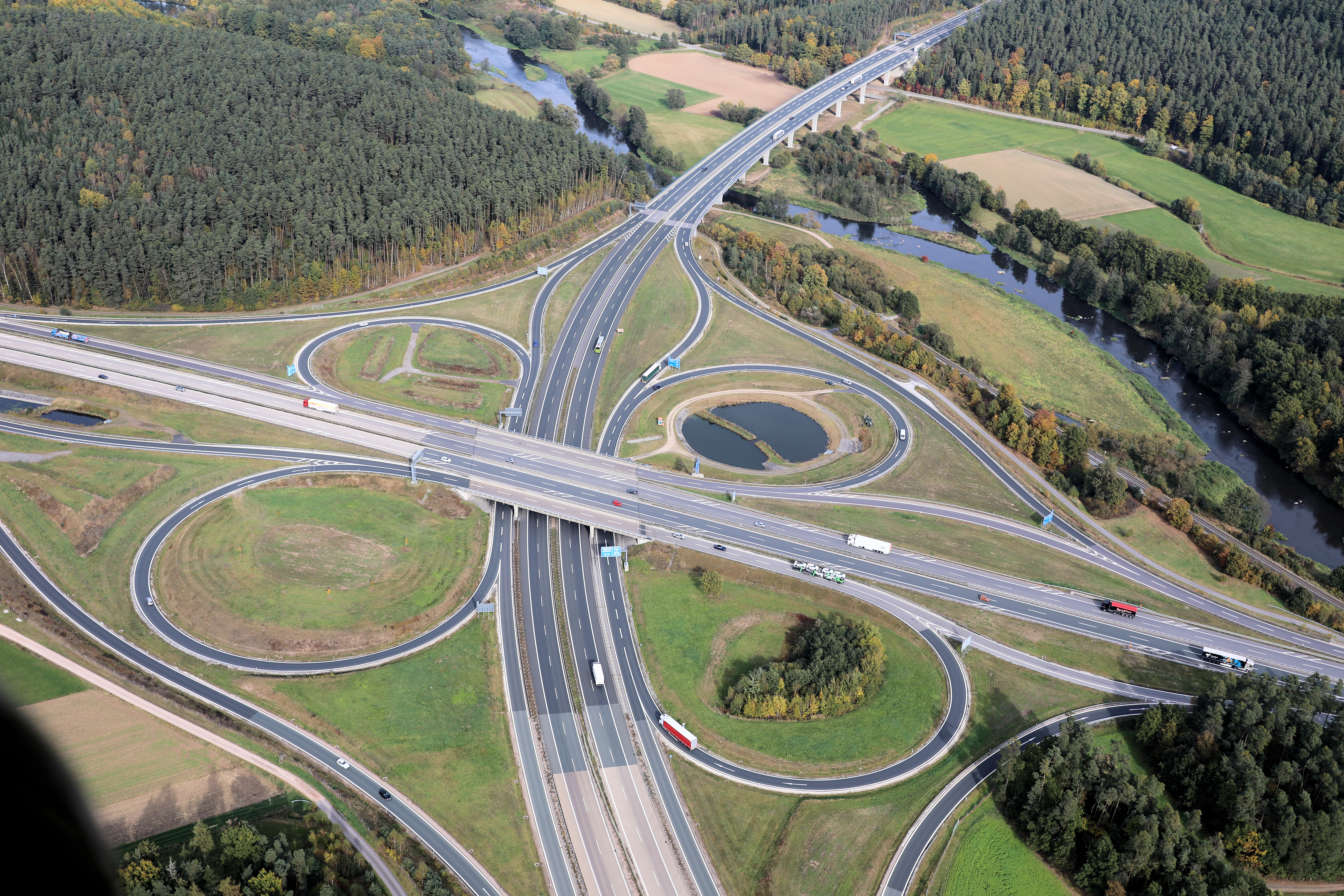
Das Autobahnkreuz Oberpfälzer Wald (A 6/A 93) im nördlichen Landkreis Schwandorf (2021)
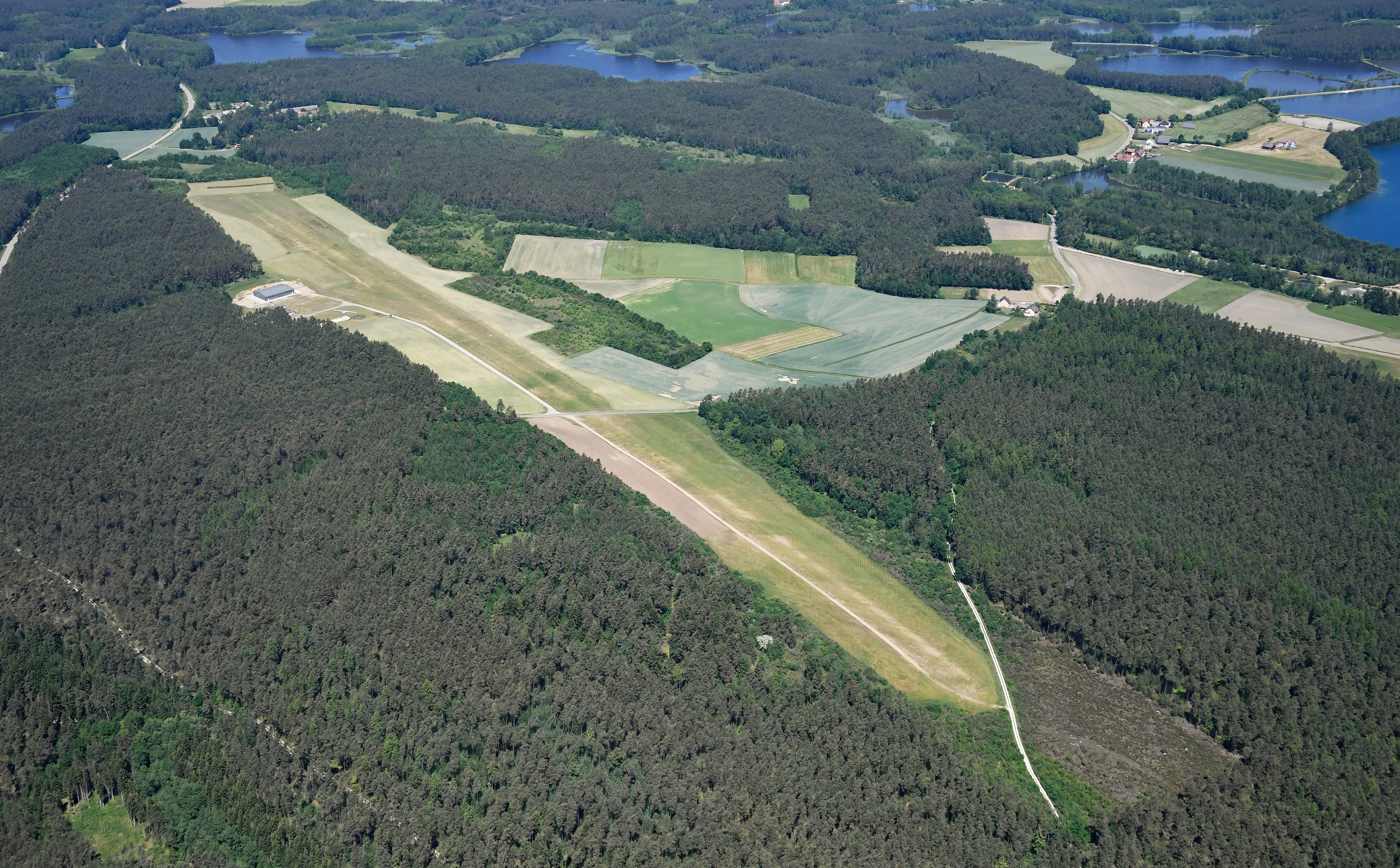
Flugplatz Schwandorf (2023)
Ein Citybus der Linie 102/b in der Güterhallenstraße nahe dem Bahnhof
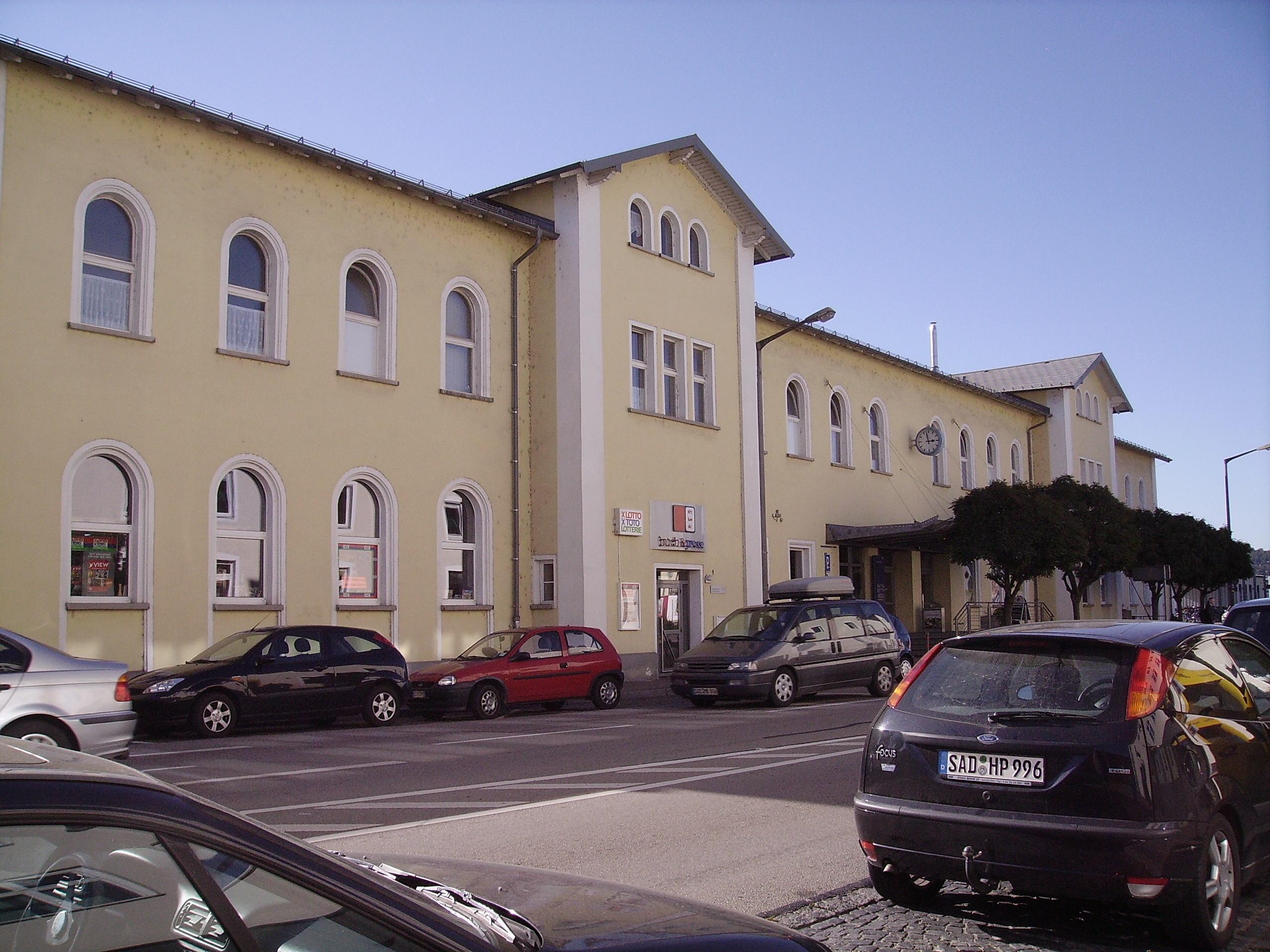
Der Bahnhofplatz in Schwandorf

- Unmittelbare Lage an der A 93 als wichtige Nord-Süd-Verbindung zwischen Autobahndreieck Hochfranken A 72 und Dreieck Holledau A 9. Durchgängige Verkehrsachse Berlin–Leipzig–Hof–Weiden–Regensburg–München (drei Anschlussstellen im Stadtgebiet: Schwandorf-Nord (Fronberg, B 85), Schwandorf-Mitte (Wackersdorf, B 85) und Schwandorf-Süd (Klardorf)).
- Die Entfernung zur A 6 in Richtung Amberg-Ost – Nürnberg–Heilbronn beträgt zwölf Kilometer über die B 85, zur A 6 in Richtung Kreuz Oberpfälzer Wald–Waidhaus–Pilsen –Prag 25 Kilometer über die A 93.
- B 15 Hof bis in das Inntal: Zwischen den Anschlussstellen Altenstadt an der Waldnaab und Regensburg-Nord wurde die B 15 durch die A 93 ersetzt.[38]
- B 85 (teilweise vierspuriger Ausbau) Bayreuth–Amberg–Schwandorf–Cham–Passau umgeht Schwandorf im Norden.

### Schienenverkehr
Im Bahnhof Schwandorf laufen folgende Strecken zusammen:
- In Süd-Nord-Richtung: Bahnstrecke Regensburg–Weiden, weiter nach Marktredwitz und Hof.
- In West-Ost-Richtung: Bahnstrecke Nürnberg–Schwandorf sowie Bahnstrecke Schwandorf–Cham–Furth im Wald, weiter nach Pilsen und Prag.
- In Süd-Ost-Richtung: Die umstiegsfreie Bahnverbindung München-Regensburg-Schwandorf-Prag.
- In West-Süd-Richtung: Die umstiegsfreie Bahnverbindung Nürnberg-Amberg-Schwandorf-Regensburg (alle zwei Stunden).
- In Regensburg bzw. Nürnberg besteht Anschluss an IC- und ICE-Verbindungen

### Luftverkehr
Der Flugplatz Schwandorf hat eine 860 × 30 m große Graslandebahn.
Der Flugplatz liegt sechs Kilometer östlich des historischen Ortskernes von Schwandorf und drei Kilometer nördlich von Wackersdorf. Er befindet sich im Eigentum der Stadt Schwandorf und wird vom Flugsportclub Schwandorf e. V. betrieben.
Nahverkehr
Schwandorf gehört zum Regensburger Verkehrsverbund (RVV).

### Ferienstraße
- Die Europäische Goethe-Straße führt vom tschechischen Karlsbad über Weiden, Schwandorf, Regensburg und Innsbruck bis nach Venedig.

## Medien
- Radio Charivari, privater Hörfunksender für die Region Ostbayern. Frequenzen für Schwandorf: 98,8 und 105,9 MHz.
- Gong FM, privater Hörfunksender für die Region Regensburg. Frequenz für Schwandorf: 97,3 MHz.
- Lokalredaktion Mittelbayerische Zeitung
- Lokalredaktion Wochenblatt

## Kultur und Sehenswürdigkeiten

### Museen
- Stadtmuseum

Im volkskundlich ausgerichteten Museum sind Gegenstände zur Geschichte und Kultur der Stadt und ihrer Oberpfälzer Umgebung aufbewahrt.
- Oberpfälzer Künstlerhaus (Ortsteil Fronberg)

Darin eine Sammlung von Malerei, Grafik und Plastik bevorzugt von Oberpfälzer Künstlern.
- Blasturm

Darin ein Türmermuseum

### Theater und Musik
Das Marionettentheater Schwandorf wurde 1977 gegründet.
Einer der Felsenkeller an der Fronberger Straße wird als Veranstaltungsort für Konzerte und Theater genutzt.
Das Musikleben der Stadt ist hauptsächlich von privaten Initiativen geprägt. Zu ihnen zählen die Musikschule Schwandorf, der Musikverein Schwandorf (gegründet 1854) mit seiner Blaskapelle, die VHS-Jugendblaskapelle Schwandorf und der Oratorienchor Schwandorf (gegründet 2000).

### Bauwerke

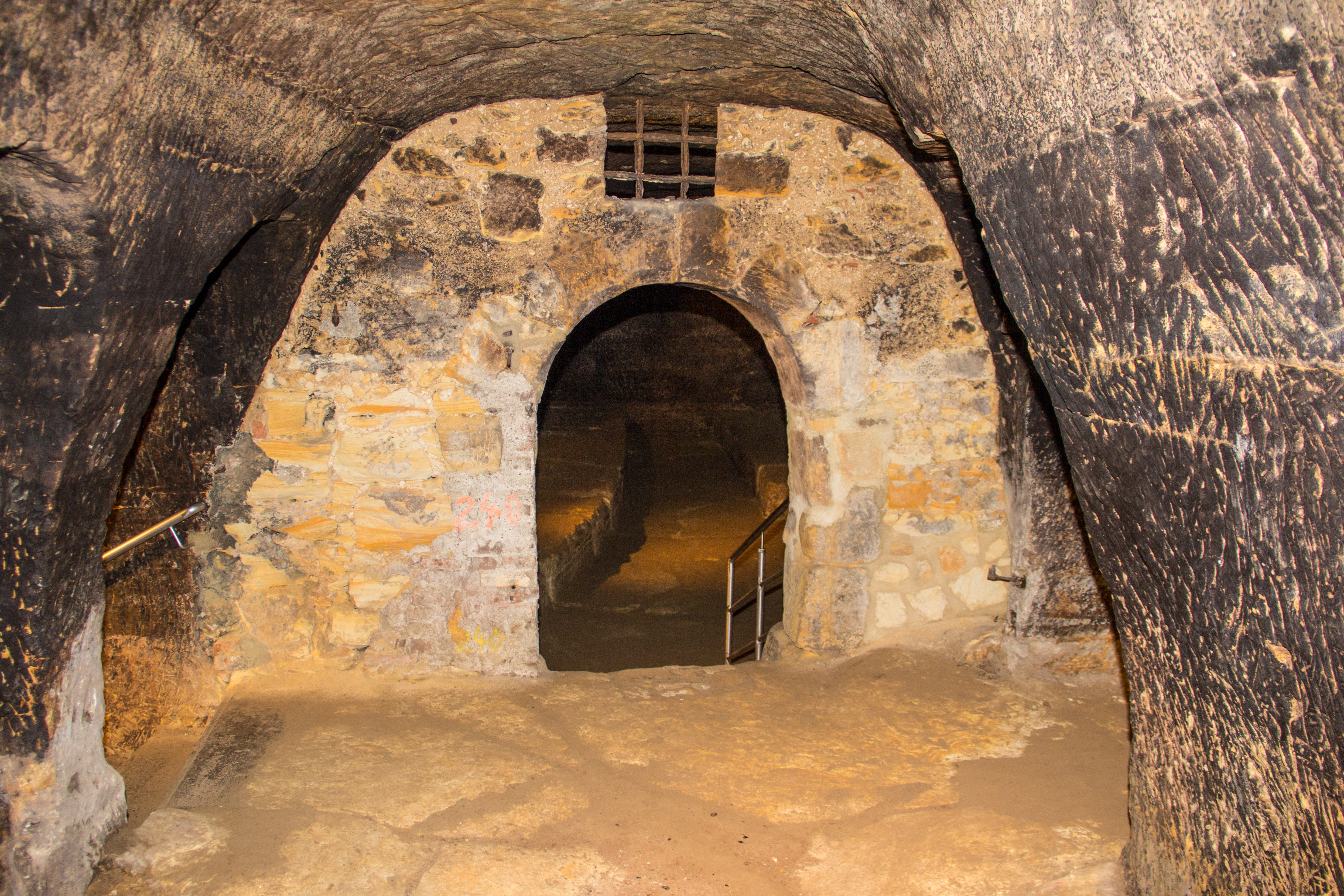
Felsenkeller in Schwandorf

- Felsenkeller

Kaum ein Bauwerk der Stadt hat bis ins späte 19. Jahrhundert hinein so viel zu ihrer wirtschaftlichen Blüte beigetragen wie die tief im Eisensandstein des Holz- und Weinbergs angelegten Felsenkeller. Mehr als 130 Kellerräume sind im Schwandorfer Berg angelegt. Im Jahre 1999 wurden diese bedeutenden Baudenkmäler saniert und der Öffentlichkeit zugänglich gemacht.

#### Profane Bauwerke

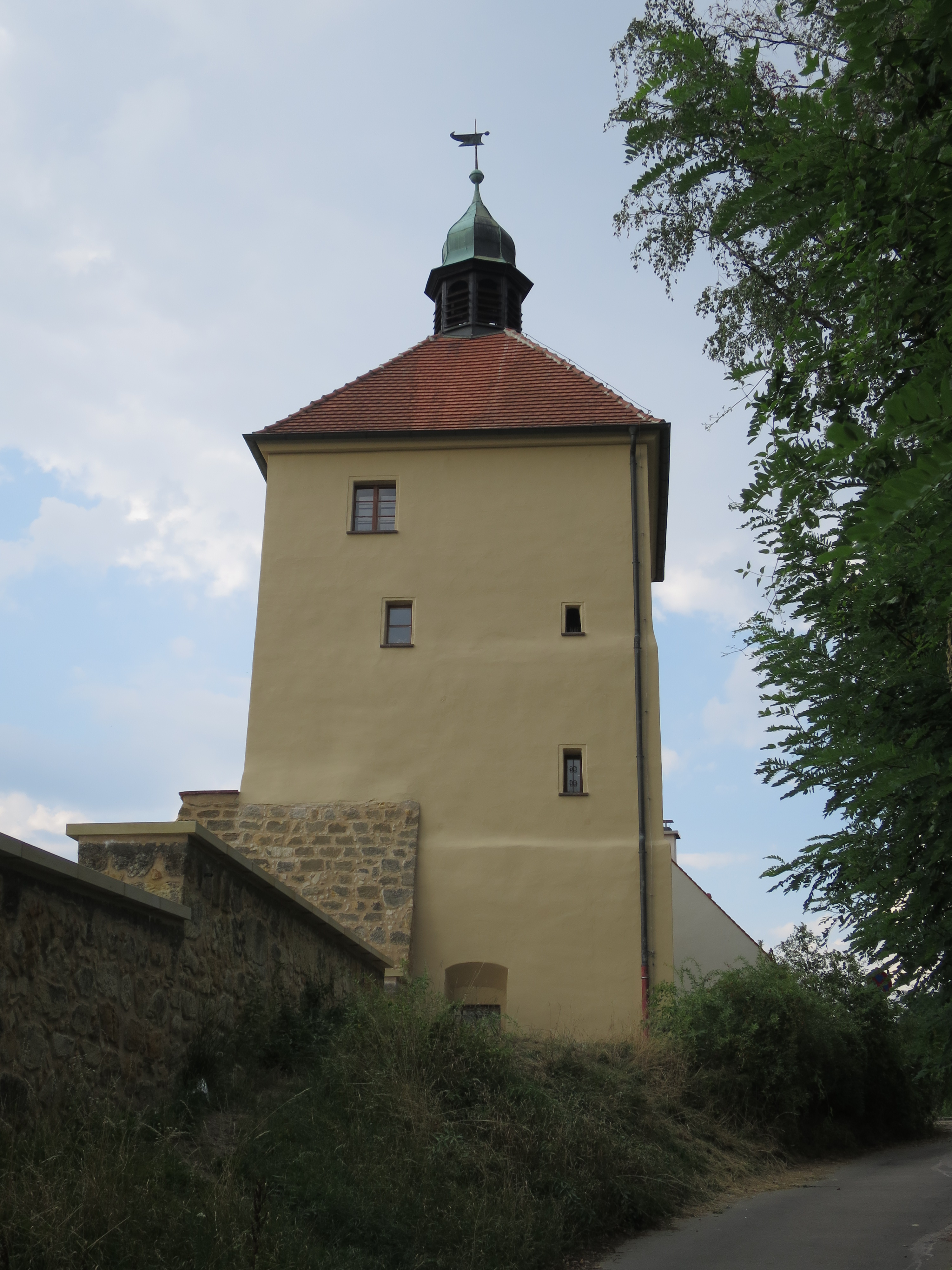
Der Blasturm in Schwandorf, nach seiner Renovierung 2018

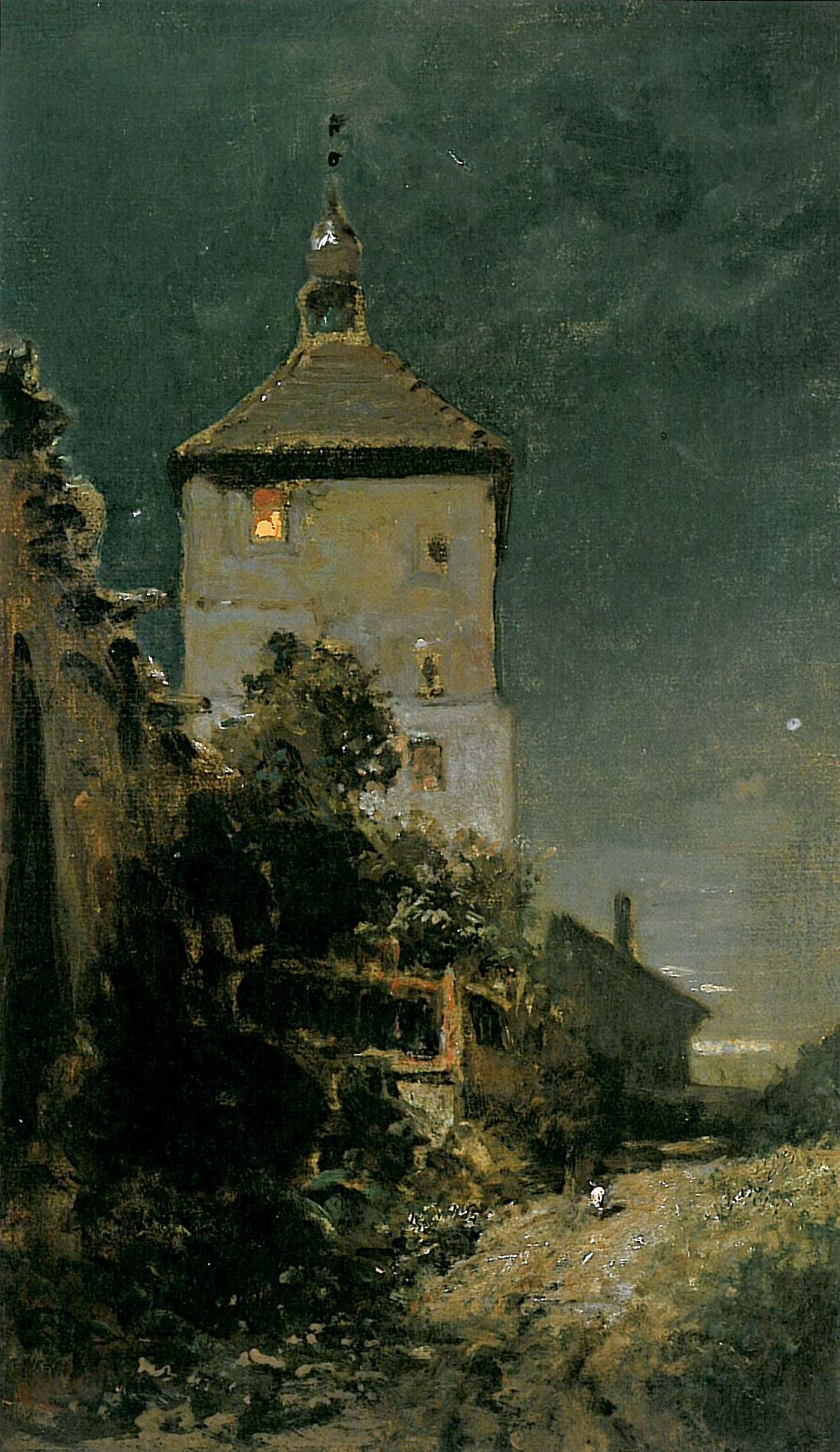
Der Blasturm auf einem Bild von Carl Spitzweg

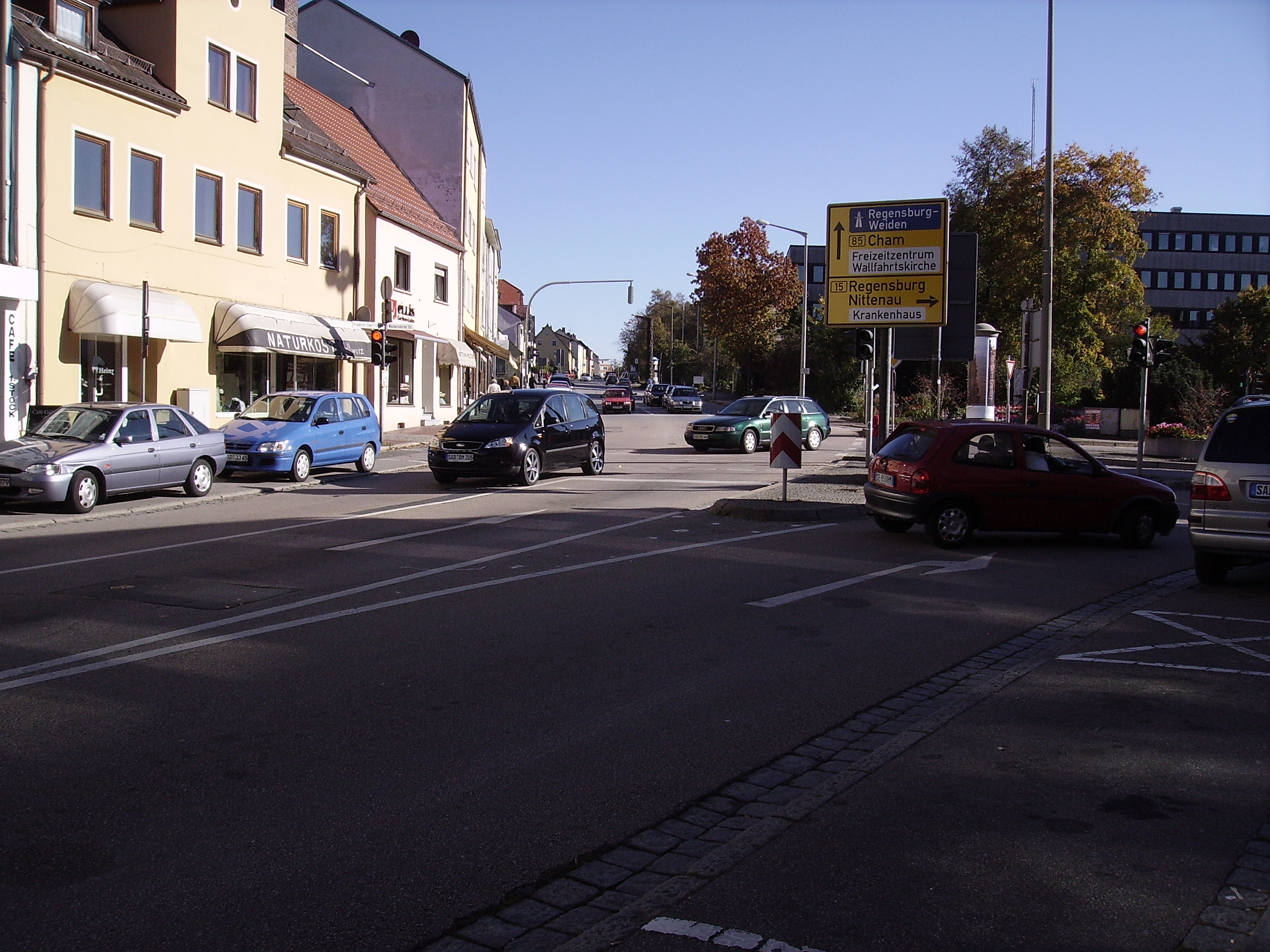
Der Wendelinplatz

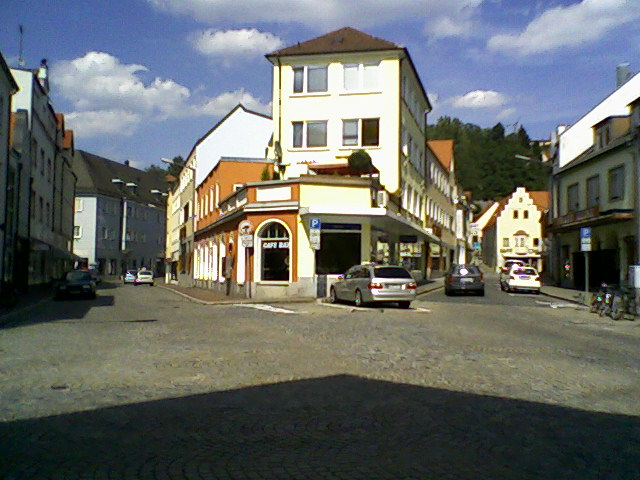
Der Schlesierplatz

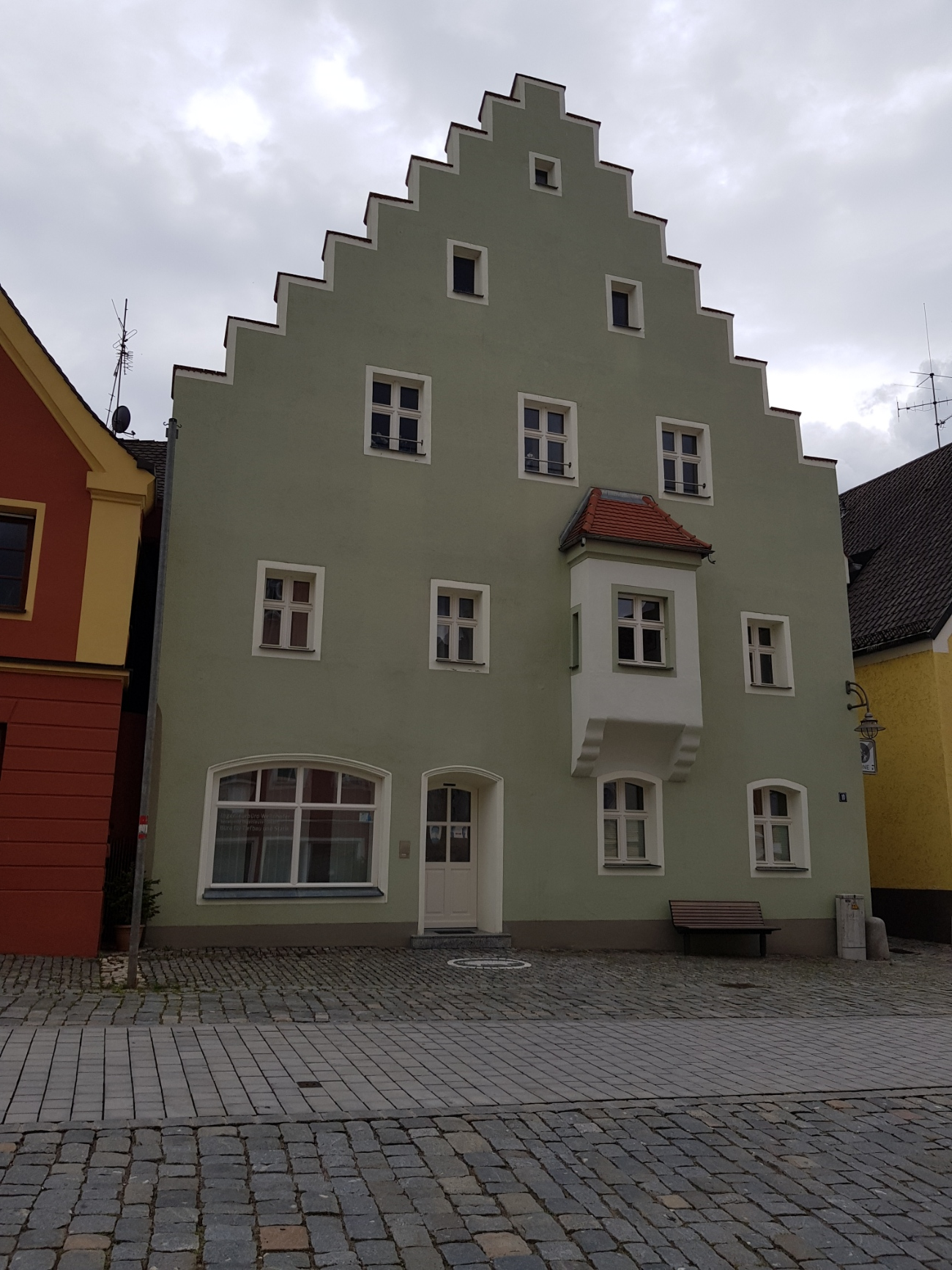
Bengler Haus, 2022

- Marktplatz mit Glockenspiel und Mönchsbrunnen

Ab 1347 entwickelte sich die öde und freie Fläche zwischen der Ursiedlung und der Veste zum Zentrum der Stadt. Um die damals schon konzipierte Dreiecksform des Platzes errichteten die Bürger nach und nach ihre Häuser. Etwa um 1380 war die Besiedlung abgeschlossen. Ab 1447 stand mitten auf dem Platz das 1808 abgebrochene Rathaus. An seiner Stelle befindet sich seit 1990 ein Glockenspiel zu Ehren von Konrad Max Kunz. Der 1982 eingeweihte Mönchsbrunnen ist ein Geschenk eines ehemaligen Bürgers an seine Heimatstadt anlässlich seines 70. Geburtstages.
- Pfleghof

1508 errichtete man auf Ruinen ein neues Pfleghaus. Die Ruinen sind die Reste der Burganlage Schwandorf, die 1410 als Schloss bezeichnet wurde und 1504 abbrannte. Die Namen der in Schwandorf amtierenden Pfleger sind seit 1300 namentlich belegt. 1663 wurde das Pflegamt erblich an die Freiherren von Quentel verliehen. Diese führten das Amt bis zur Verwaltungsreform 1799 aus. 1857 kam das Gebäude in den Besitz der Stadt und diente verschiedenen Zwecken, darunter als Schulhaus und von 1922 bis 2003 als Rathaus. Nach einer gründlichen Sanierung konnte das Gebäude am 28. September 2012 seiner neuen Bestimmung als Sitz der Volkshochschule und Touristeninformationsstelle übergeben werden.
- Blasturm, Wahrzeichen Schwandorfs

Der Turm war vor 1494 vollendet und steht am höchsten Punkt der ehemals 1,3 Kilometer langen Stadtmauer. Der mächtige Turm diente als Lug ins Land und als Dienstwohnung für den Türmer. Heute beherbergt der Turm ein kleines Museum, das an das Türmerleben und insbesondere an den Komponisten der Bayernhymne, Konrad Max Kunz, erinnern soll. Der Blasturm diente auch Carl Spitzweg als Motiv.
- Pfarrhof

Auf den gotischen Grundmauern eines Vorgängerbaues wurde 1491 der Pfarrhof gebaut. Das Gebäude war zu jener Zeit einstöckig mit einem dreigeschossigen Treppengiebel. Die Umbauten von 1569 und 1670 gaben dem Gebäude das heutige Gepräge. Seit der Restaurierung von 1991 dient das Anwesen als Kindergarten St. Jakob.
- Gasthof zur Post

Wann das Gebäude errichtet wurde, konnte noch nicht ermittelt werden. Nach den Unterlagen hat das bereits aus Stein errichtete Anwesen den Stadtbrand vom 14. August 1504 nahezu unversehrt überstanden. Bereits vor 1620 war dort die Taferne Zum weißen Schwan eingerichtet. Schon seit 1635 war dort eine Poststation bekannt, obwohl erst 1742 formell das Posthalterrecht verliehen wurde. Berühmte Persönlichkeiten, darunter Johann Wolfgang von Goethe und Carl Spitzweg, machten dort Station.
- Färberhaus

Der Dachstuhl des Hauses datiert aus dem Jahr 1559. Das Haus wurde aus Sandsteinquadern und Bruchsandstein aus dem Sandsteinvorkommen am Weinberg hergestellt. Im Inneren dominiert eine in der gesamten Oberpfalz einmalige steinerne Rauchkuchel mit offenem Kamin im ersten Obergeschoss.
- Hierlhaus

Das Gebäude stammt aus dem Jahre 1577. Im Inneren windet sich eine Sandstein-Spindeltreppe vom Erdgeschoss bis ins Dachgeschoss. Solche Treppen sind in der Oberpfalz nur noch wenige erhalten.
- Spitalkirche

Die 1657 nahe dem früheren Amberger Stadttor neu erbaute Kirche steht in Zusammenhang mit der am 10. Februar 1443 von Pfalzgraf Johann (Pfalz-Neumarkt) bei Rhein auf seinem Sterbebett gegründeten Spitalstiftung. 1994 zog die Spitalstiftung in ihr neu erbautes Gebäude an der Bahnhofstraße. Von 1999 bis 2003 baute man die bisherigen Spitalgebäude zum neuen Rathaus der Stadt um. Die Kirche wurde am 12. Juni 2001 profaniert und danach grundlegend saniert. Heute steht sie als Veranstaltungsraum zur Verfügung.
- Stadtmuseum

Bereits seit 1584 sind die Eigentümer dieses „Freihauses“ bekannt. Von 1834 bis 1845 war dort die Marien-Apotheke ansässig. 1862 zog der Magistrat in das Haus. Am 22. Mai 1963 öffnete das Museum seine Pforten. Von 1986 bis 1989 wurde das Gebäude generalsaniert und der Museumsbestand neu geordnet.
- Bengler-Haus

Das Haus aus der Mitte des 16. Jahrhunderts stellt mit seinem Treppengiebel und Erker ein prägendes Gebäude am Marktplatz dar. Eine Besonderheit ist der Ostgiebel mit seinem Fachwerk. Die Eigentümer erhielten im Juni 2016 die bayerische Denkmalschutzmedaille für die vorbildliche Sanierung verliehen.
- Schloss Fronberg im Stadtteil Fronberg
- Hammerschloss im Stadtteil Ettmannsdorf
- Neues Schloss im Stadtteil Ettmannsdorf
- Wasserkraftwerk im Stadtteil Ettmannsdorf
- Schloss Naabeck im Stadtteil Naabeck
- Jagdschloss Charlottenhof im Stadtteil Kronstetten

Der Schlossherr von Fronberg erbaute 1873 das Schlösschen und nannte es nach dem Vornamen seiner Ehefrau Charlotte von Künsberg Freifrau von Fronberg, einer geborenen Gräfin von Schönborn-Buchheim und geschiedenen Gräfin von Arco-Valley. 1895 wurde das Gebäude im heutigen Stil umgebaut. 1989 erwarb es die Handwerkskammer Niederbayern-Oberpfalz und betreibt dort ein Management- und Technologiezentrum.
- Verwaltungsgebäude für den Zweckverband Müllverwertung Schwandorf

Der im Mai 2008 fertiggestellte Neubau ist die Realisierung eines Vorschlags „gebaute Landschaft“. Der international tätige Architekt Bernd Lederle vom Büro archimedialab in Stuttgart/Shanghai konzeptionierte einen eindrucksvollen und markanten Baukörper.

#### Sakralbauten

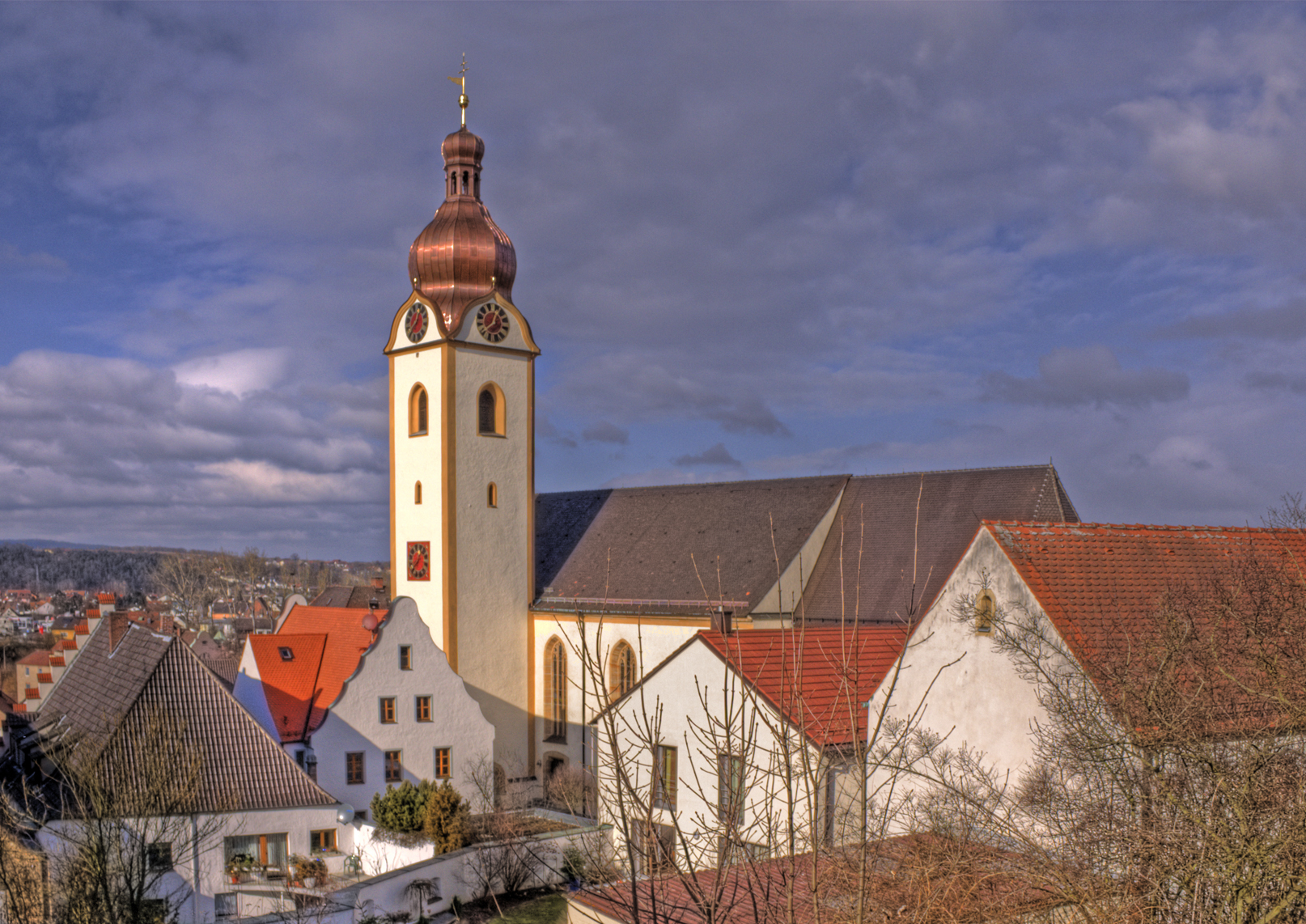
Pfarrkirche St. Jakob

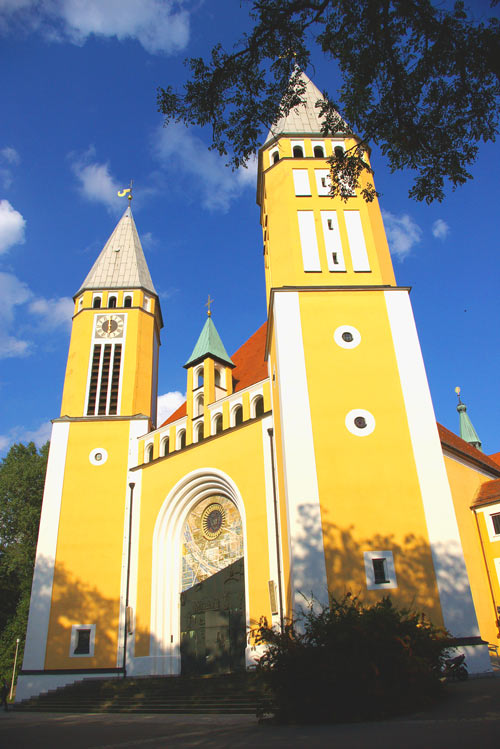
Klosterkirche auf dem Kreuzberg

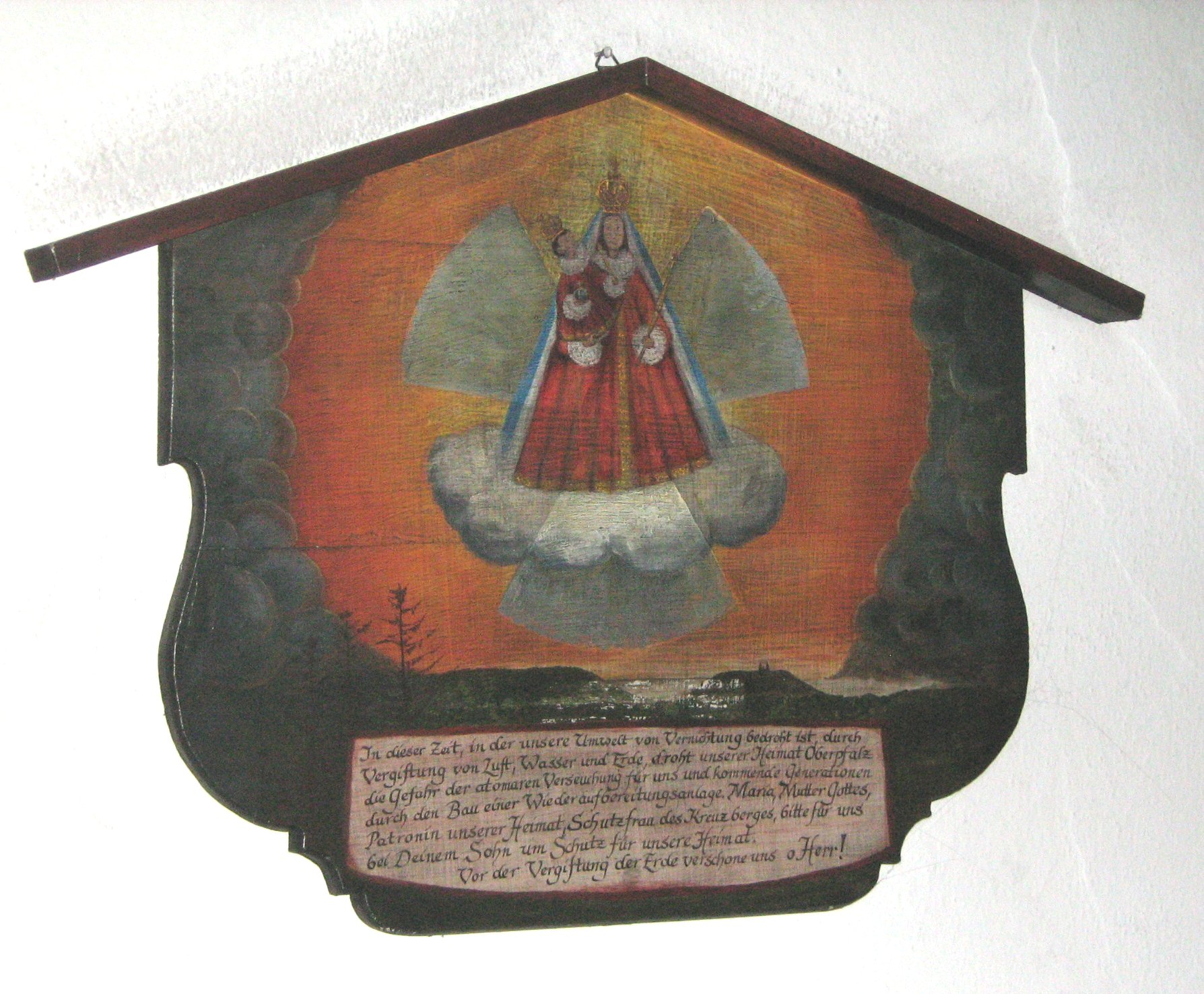
Anti-WAA-Votivtafel in der Klosterkirche

- Katholische Pfarrkirche St. Jakob

Der Bau wurde 1400 abgeschlossen. Die neue Pfarrkirche entstand mitten im Friedhof gleich neben der vorherigen vermutlichen Burgkapelle St. Anna. 1470 musste St. Jakob bereits erweitert werden und seit 1486 wird der Bergfried der Burganlage als Kirchturm verwendet. Die zweite Kirchenerweiterung erfolgte von 1866 bis 1873 auf die heutige Größe. Nach mehreren Innenumgestaltungen sind nun verschiedene Stilelemente erkennbar.
- Katholische Pfarr- und Klosterkirche Zu Unserer Lieben Frau vom Kreuzberg

Von 1678 bis 1680 erbaute die Bürgerschaft der Stadt eine Kapelle auf dem Kreuzberg. Zu dem darin aufgestellten Marienbild (eine Nachbildung des Gnadenbildes Mariahilf von Lucas Cranach dem Älteren in St. Jakob zu Innsbruck) entwickelte sich rasch eine Wallfahrt. Bereits von 1697 bis 1699 musste die Kapelle vergrößert werden. Eine zweite Vergrößerung wurde 1784 abgeschlossen. Dieses nun barocke Gotteshaus wurde bei einem Bombenangriff 1945 fast vollständig zerstört. Das Gnadenbild blieb dabei unversehrt. Von 1949 bis 1952 erfolgte der Wiederaufbau in einer modernen Stilrichtung.
- Evangelische Erlöserkirche

Nach Jahren der „Wanderschaft“ in privaten und öffentlichen Gebäuden konnte die evangelische Kirchengemeinde 1872 den Grundstein für ein eigenes Gotteshaus legen. In mehreren Abschnitten wurde daran gebaut und erst 1889 konnte mit dem Dachreiter als Glockenturm der Bau abgeschlossen werden. 1945 wurde das Gotteshaus mit zwei weiteren in der Stadt vollständig zerstört und 1949 an derselben Stelle der Grundstein für die heutige Kirche gelegt. Für den Bau zeichnete Gustav Gsaenger als Architekt verantwortlich. Die stark wachsende Kirchengemeinde erforderte bereits 1962 eine Erweiterung. Der 30 Meter hohe Turm gibt nun dem Bahnhofsviertel seinen bestimmenden Akzent. Nach Ostern 2009 begann ein grundlegender Umbau der Kirche, der an Pfingsten, den 24. Mai 2010, mit der Einweihungsfeier abgeschlossen wurde.
- Katholische Filialkirche St. Johannes Baptist und Evangelist in Kronstetten

Die alte Wehrkirche wird in das 13. Jahrhundert datiert. Das Zentrum des Altars bildet eine Mutter-Gottes-Statue mit Kind auf einer Mondsichel. Die Figur ist der Gnadenmutter von Altötting nachgebildet. Zu dieser Statue bildete sich im 17. Jahrhundert eine Wallfahrt.
- Katholische Filialkirche St. Salvator in Naabsiegenhofen

Die Baumerkmale weisen auf eine Entstehung im 12. Jahrhundert hin. Der Ortsadel errichtete die Kirche, die wohl zu einer längst abgetragenen Burg gehörte. Das Bauwerk steht wehrhaft an einem steilen Abhang. Die nur 120 Quadratmeter große Kirche ist noch ursprünglich erhalten.
- Katholische Pfarrkirche St. Peter und Paul in Wiefelsdorf

In einer Urkunde von Papst Lucius III. vom 30. April 1183 wurde dem Domkapitel in Regensburg der Besitz der Kirche bestätigt. Angeblich soll die Kirche in Wiefelsdorf bereits um 800 als Urpfarrei bestanden haben. Das Kirchengebäude kann in seinen wesentlichen Bestandteilen in die romanische Bauperiode zurückgeführt werden. In den Jahren 1444/45 erfolgte eine grundlegende Sanierung. 1748 wurde die Kirche erweitert und u. a. mit einer barocken Kanzel ausgestattet. Seit der Innenrenovierung von 1996 zeigt die Kirche wieder den vollen barocken Glanz. Die spätgotische Marienstatue ist Anziehungspunkt vieler Wallfahrten. Heute wird das schmucke Gotteshaus gern als Traukirche genutzt.

### Parks

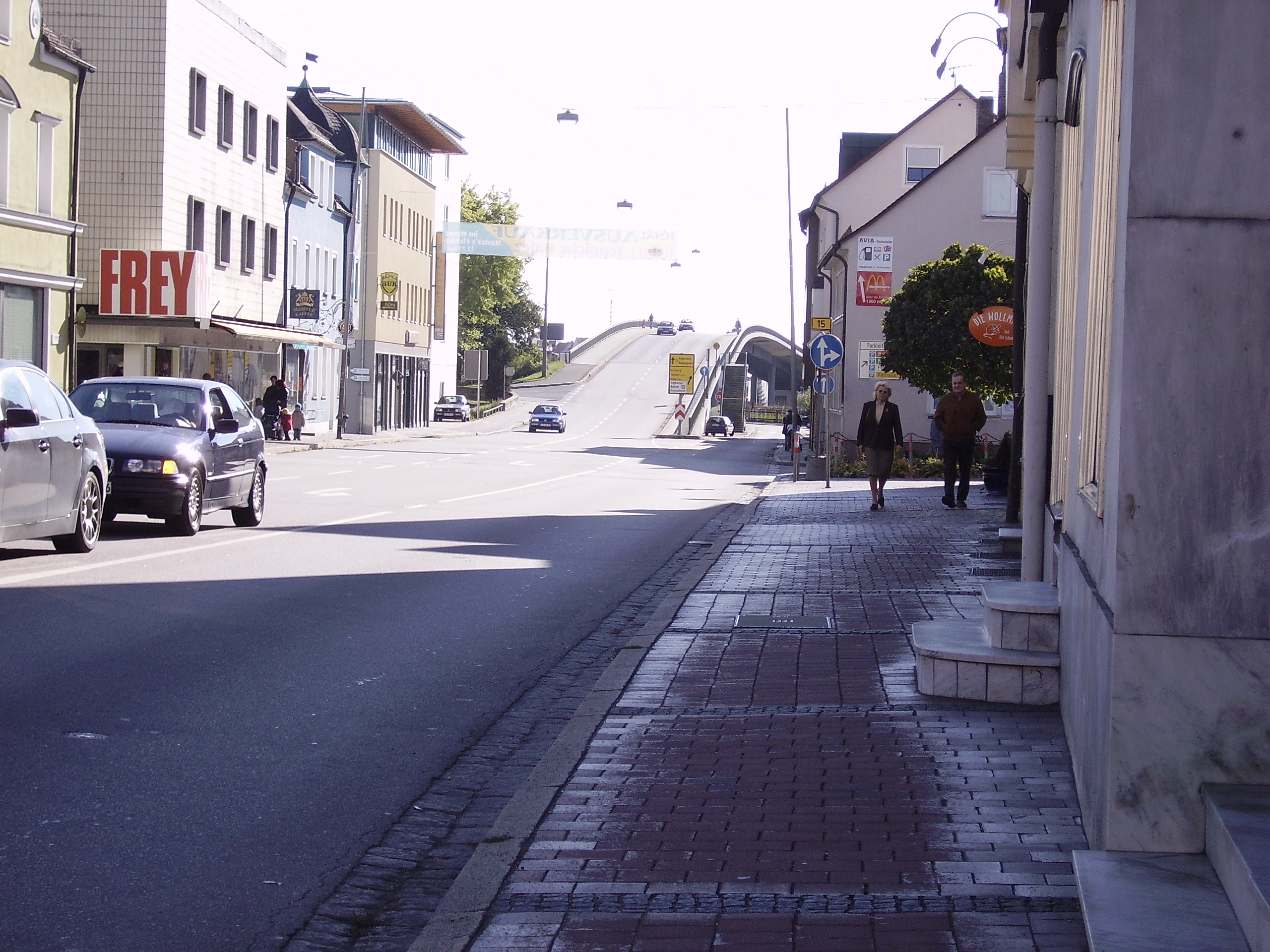
Die Adenauer-Brücke vom Wendelin-Platz aus gesehen

- Allee zum Kreuzberg – Fichtlanlage

Bereits 1859 wurde die Allee angepflanzt. Heute umfasst sie zusätzlich einen Rundweg um den Kreuzberg mit dem Weg der Inspiration, ferner drei Spielplätze, einen Springbrunnen sowie eine gefasste Quelle am Fuß des Kreuzbergs. Im Park befinden sich zwei Denkmäler, die an die gefallenen Soldaten der beiden Weltkriege erinnern. 14 Kreuzwegstationen führen auf den Berg zur Wallfahrtskirche.
- Schwammerling

Im Jahre 1910 legte die Stadt den Park an. 1926 hat ein Verein einen hölzernen Pilz als Aussichtspunkt mit Blick ins Naabtal errichtet.
- Stadtpark

Im Zuge der Altstadtsanierung entstand 1986 der Park auf einer Naabinsel, dem sogenannten Hubmannwöhrl.
- Schlosspark

Er liegt beim Schloss Fronberg im Stadtteil Fronberg. Im Park gibt es mehrere Denkmäler und einen zum Teil 300-jährigen Baumbestand. Der Park ist zwar Privatbesitz und nicht öffentlich zugänglich. Er kann aber mit Führungen (zu buchen über die Volkshochschule) oder bei Schlosskonzerten besichtigt werden.
- Parkanlage bei der Kebbel-Villa

Nach der Sanierung des Gebäudes 1988 wurde auch der Park der Villa für die Öffentlichkeit zugänglich gemacht.
- Naabauen

Vom Stadtteil Krondorf bis nach Ettmannsdorf zur Mündung des Haselbaches zieht sich ein mehrere Kilometer langer Rad- und Spazierweg entlang dem Naabufer. Drei Spiel- und Bolzplätze liegen am Wegrand.

### Schutzgebiete

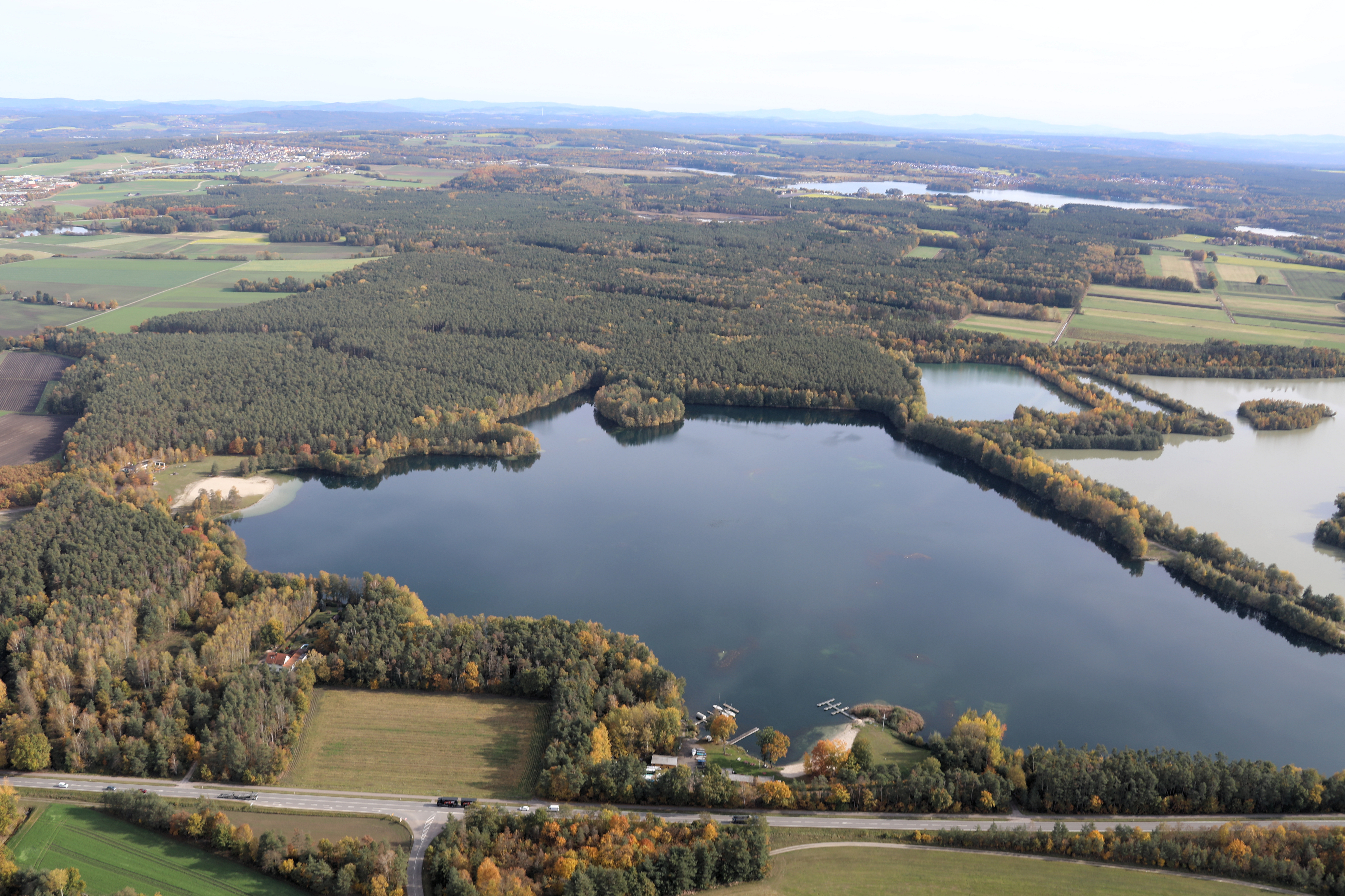
Klausensee bei Schwandorf (2023)

- Charlottenhofer Weihergebiet

Das 830 Hektar große Gebiet ist das zweitgrößte Naturschutzgebiet der Oberpfalz. Seltene Pflanzen und eine reiche Tierwelt können erkundet werden. Die Stadtverwaltung bietet hierzu Führungen an.
- Das Naturschutzgebiet Hirtlohweiher bei Schwandorf

### Regelmäßige Veranstaltungen
- Dreikönig-Markt, Sonntag nach 6. Januar (Marktplatz)
- Maimarkt, 1. Sonntag im Mai, verkaufsoffener Sonntag (Altstadt)
- Pfingstvolksfest (Krondorfer Anger)
- Fronleichnamsmarkt, Sonntag nach Fronleichnam (Marktplatz)
- Musik zur Marktzeit, im Sommer jeden Samstag um 12.05 Uhr (Pfarrkirche St. Jakob)
- Jakobi-Markt, Sonntag nach dem 25. Juli, verkaufsoffener Sonntag (Altstadt)
- Herbstmarkt, letzter Sonntag im Oktober, verkaufsoffener Sonntag, sogenannter Mantelsonntag (Altstadt)
- Winterzauber im Advent (Marktplatz und Stadtpark)
- Christkindl anblasen, 24. Dezember um 17.00 Uhr (Marktplatz)
- Bürgerfest alle zwei Jahre im Juli, nächstes 2025 (gesamte Altstadt)
- Wendelinfest alle zwei Jahre im Juli, nächstes 2024 (Wendelinplatz)

### Kulinarische Spezialitäten

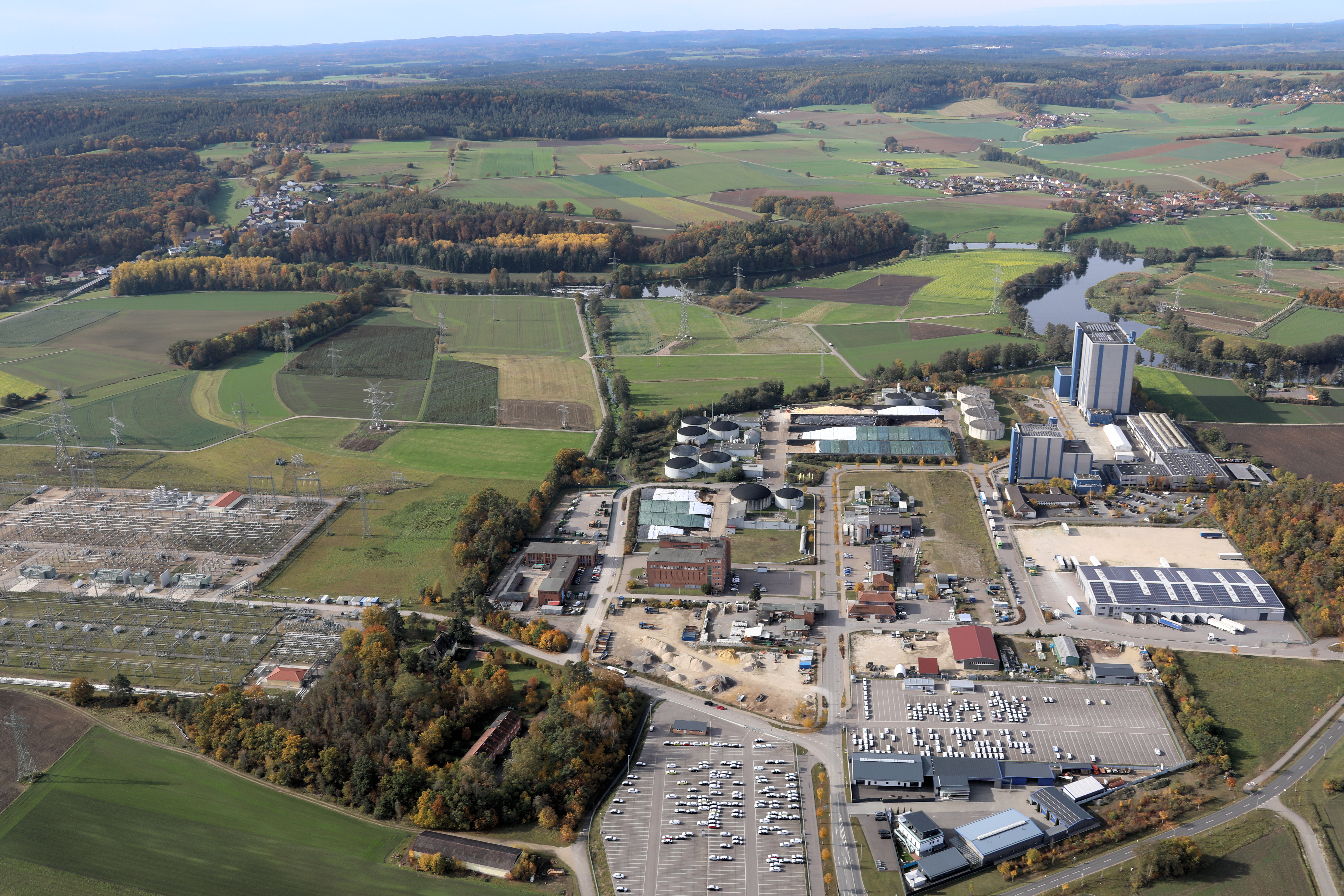
Bayernwerk Dachelhofen (2023)

- Konrad-Max-Kunz Praline
- Konrad Max Kunz Weizen

## Bildung und Forschung

### Grundschulen
- Gerhardinger Grundschule
- Lindenschule
- Grundschule Ettmannsdorf
- Grundschule Fronberg
- Grundschule Klardorf-Bubach
- Private Grundschule Döpfer

### Grund- und Mittelschulen
- Kreuzbergschule

### Mittelschule
- Mittelschule Dachelhofen

### Realschulen
- Mädchenrealschule St. Josef
- Konrad-Max-Kunz-Realschule

### Gymnasien
- Carl-Friedrich-Gauß-Gymnasium
- Staatliche Fachoberschule und Berufsoberschule

### Weitere Schulen
- Berufliches Schulzentrum Oskar-von-Miller, staatliche Berufsschule
- Sonderpädagogisches Förderzentrum Schwandorf
- Berufsschule zur sonderpädagogischen Förderung, Haus des Guten Hirten
- Berufsfachschule für Krankenpflege im St.-Barbara-Krankenhaus
- Berufsfachschule für Altenpflege und Altenpflegehilfe, Peter Hiebl gGmbH
- berufliches Fortbildungszentrum der Bay. Wirtschaft (bfz) gGmbH
- Kolping-Bildungswerk, Förderung der Berufsbildung
- Kath. Erwachsenenbildung im Landkreis Schwandorf e. V.
- Musikschule Schwandorf
- Volkshochschule Schwandorf
- Private Berufsfachschulen für Physiotherapie, Ergotherapie, Altenpflege der Döpfer Schulen GmbH
- Private Fachakademie für Sozialpädagogik der Döpfer Schulen GmbH

## Persönlichkeiten

### Ehrenbürger
- Christoph Höflinger (1795–1873), Priester, Stifter
- Christian Augustin (1797–1877), Unternehmer, Stifter
- Johann Höfler (1830–1900), Lehrer
- Michael Luber (1847–1921), Lehrer
- Josef Kederer (1833–1905), Domkapitular, Landtagsabgeordneter
- Josef Past (1815–1893), Priester, Stifter
- Josef Obelt (1840–1917), Lehrer
- Georg Eisenhart (1844–1922), Unternehmer
- Andreas Kebbel (1842–1922), Unternehmer
- Christian Augsburger (1859–1925), Unternehmer
- Julius Braun (1858–1935), Unternehmer
- Josef Bendl (1843–1928), Pater
- Friedrich-Walter Böttcher (1871–1945), Unternehmer
- Franz Xaver Fichtl (1858–1948), Lehrer
- Eduard Moosburger (1867–1939), Gemeindeschreiber in Dachelhofen
- Adolf Brückl (1885–1966), Studiendirektor
- Ludwig Spießl (1906–1996), Dekan
- Gotthard Dimpfl (1909–1994), Dekan
- Georg Ruhland (1909–1982), Priester
- Hans Hilbert (1895–1972), Lehrer
- Ludwig Hofbauer (1880–1957), Tierarzt
- Hans Rösch (1902–1976), Bayernwerkdirektor
- Alois Wild (1883–1972), Dekan
- Heinrich Engelhardt (1885–1978), Stadtbaumeister
- Rudolf Danhardt (1901–1990), Unternehmer
- Xaver Detter (1905–1969), Bürgermeister Klardorf
- Walter Haschke (1913–1989), Landrat (CSU)
- Josef Hiltl (1889–1979), Weihbischof
- Johann Diller (1898–1985), Bürgermeister Haselbach
- Sebastian Auhofer (1902–1976), Jurist, Politiker (CSU)
- Georg Klitta (1907–1988), Studiendirektor, Historiker
- Joseph Rappel (1900–1984), Studienrat, Historiker
- Franz Sackmann (1920–2011), Politiker (CSU)
- Franz Sichler (1909–1985), Landtagsabgeordneter (SPD)
- Johann Feuerer (1923–1997), Bürgermeister Bubach
- Georg Feldmeier (1923–1996), Bürgermeister Dachelhofen
- Josef Pichl (1914–1996), Oberbürgermeister, (CSU)
- Hans Kraus (1939–2008), Oberbürgermeister, (CSU)
- Hans Schuierer (* 1931), Landrat (SPD)
- Helmut Hey (* 1951), Oberbürgermeister (SPD)
- Michael Kaplitz (* 29. Juni 1946), Rechtsanwalt, Politiker (CSU)
- Josef Zilch (1928–2024), Dirigent, Komponist
- Franz Sichler (1928–2022), Oberstudiendirektor, Politiker (SPD), Historiker

Paul von Hindenburg, Adolf Hitler und dem kommissarischen Innenminister Adolf Wagner wurden die in der Zeit des Nationalsozialismus verliehenen Ehrenbürgerrechte am 23. Februar 1948 wieder aberkannt.

### Söhne und Töchter der Stadt
- Johann Kasimir Röls (1646–1715), von 1708 bis 1715 Weihbischof von Augsburg; Titularbischof von Amykae
- Johann Philipp Röls (1659–1723), wurde als Zisterzienserpater Rogerius am 15. April 1698 zum Fürstabt in Kaisheim gewählt.
- Johann Leonhard Röls (1663–1748), wurde als Benediktinerpater Amandus am 19. Februar 1691 zum Abt des Klosters Hl. Kreuz in Donauwörth gewählt
- Odilo Schreger (1697–1774), Benediktiner und geistlicher Schriftsteller
- Joseph Fiertmair (1702–1738); Barockmaler, war Schüler von Cosmas Damian Asam mit Christoph Thomas Scheffler
- Andreas Strobl (1703–1758), Jesuit, Missionar in Indien
- Franz Xaver Holl (1720–1784), Jesuit und Professor für Kirchenrecht an der Universität Heidelberg
- Maurus Hermann (1726–1809), Benediktiner, Abt des Klosters Weißenohe
- Johann Georg Holzbogen (1727–1775), Hofkomponist des bayerischen Herzog Clemens Franz
- Johann Wolfgang Nast (1805–1856), katholischer Stadtpfarrer von Sulzbach, Dekan in Amberg, 1848–49 und 1855–56 Abgeordneter des Bayerischen Landtags und Verfasser eines (gegen den Sulzbacher Rabbiner Wolf Schlessinger gerichteten) judenfeindlichen Artikels im Sulzbacher Wochenblatt (9. Mai 1849)
- Konrad Max Kunz (1812–1875), Komponist der Bayernhymne
- Caroline von Holnstein (1815–1859), geborene Freiin von Spiering und in zweiter Ehe Freifrau Künsberg von Fronberg
- Sebastian Gleißner (1829–1890), Reichstagsabgeordneter (Zentrum)
- Elise Eigner richtig Elisabeth Maria (1867–?) (Schwester der Nachfolgenden Pauline Eigner) Kunstmalerin, verheiratet mit dem Kunstmaler Max Feldbauer
- Georg Escherich (1870–1941), Gründer der Organisation Escherich
- Karl Escherich (1871–1951), Zoologe
- Martin Treu (1871–1952), von 1919 bis 1933 zweiter Bürgermeister und im Jahr 1945 Oberbürgermeister der Stadt Nürnberg
- Pauline Eigner-Püttner (1872–1960); Kunstmalerin und Ehefrau von Walter Püttner
- Anton Josef Schreiner (1884–1946) Kommerzienrat, Begründer der Rosenkranz-Industrie Schwandorf, Hoflieferant von Papst Pius XI.
- Johann Schaumberger (1885–1955), Altorientalist und Wissenschaftshistoriker
- Josef Krempl (1886–1971) Landtagsabgeordneter, Träger des päpstlichen Ehrenkreuzes
- Josef Hiltl (1889–1979), von 1951 bis 1979 Weihbischof von Regensburg; Titularbischof von Constantine
- Karl Hautmann (1891–1981), Landrat und Präsident des Landesverwaltungsgerichts in Koblenz
- Augustin Rösch (1893–1961), Jesuitenprovinzial, Widerstandskämpfer und Mitglied Bayerischer Senat[47]
- Franz Sales Gebhardt-Westerbuchberg (1895–1969), Kunstmaler
- Elisabeth Hopfner (1897–1953), Oberin der Dillinger Franziskanerinnen
- Konrad Rittmeyer (1919–2009), deutscher Militär
- Friedrich Gebhardt, Pseudonym Eugen Oker (1919–2006), Schriftsteller, Spielekritiker
- Josef Federer (1921–2014), war 24 Jahre lang Bürgermeister in Mühldorf am Inn und seit 1990 dort auch Ehrenbürger
- Josef Zilch (1928–2024), Dirigent und Komponist
- Walther Heiss (* 1932), Kinderchirurg
- Peter Mayer (1938–2009), Bildhauer
- Gerhard Hirzinger (* 1945), international renommierter Robotik-Experte und ehemaliger Leiter des Instituts für Robotik und Mechatronik des Deutschen Zentrums für Luft- und Raumfahrt in Oberpfaffenhofen
- Joseph von Westphalen (* 1945), Schriftsteller
- Joachim Hanisch (* 1948), Politiker der Freien Wähler (FW) in Bayern
- Dorothea Steiner (* 1948), Politikerin
- Wolfgang Nowak (Umweltaktivist) (* 1950), Anti-Atomkraft-Aktivist
- Helmut Wagner (* 1951), Wirtschaftswissenschaftler
- Emilia Müller (* 1951), Politikerin
- Irene Maria Sturm (* 1953), Politikerin
- Karl-Georg Loritz (* 1953), Jurist
- Ferdinand Glaser (1954–2014), Fußballspieler und -trainer
- Gerhard Suess (1956–2024), Psychologe
- Regina Radlbeck-Ossmann (* 1958), katholische Theologin
- Barbara Weiss (1960–2016), Galeristin
- Stefan Mickisch (1962–2021), Pianist
- Stefan Scheibl (* 1963), Offizier, Brigadegeneral der Luftwaffe der Bundeswehr und der Kommandeur der Offizierschule der Luftwaffe in Fürstenfeldbruck
- Hubert Obendorfer (* 1965), Koch und Hotelier, mit einem Stern, seit 2020 mit zwei Sternen im Guide Michelin ausgezeichnet
- Josef Zinnbauer (* 1970), Fußballspieler und -trainer
- Camilla Weber (* 1970), Leiterin des Bischöflichen Zentralarchivs Regensburg
- Susanne Lehnfeld (* 1972), Musikautorin
- Anja Utler (* 1973), Lyrikerin
- Tobias Thalhammer (* 1979), Politiker
- Martina Englhardt-Kopf (* 1981), Studiendirektorin und Politikerin (CSU), Mitglied des Deutschen Bundestages
- Christian Huber (* 1984), Autor, Musikproduzent und Podcaster
- Stefan Schmidt (* 1989), Basketballspieler
- Carina Schießl (* 1990), Politikerin
- Anna-Nicole Heinrich (* 1996), Präses der Synode der Evangelische Kirche in Deutschland
- Tream (* 1998), Rapper und Partyschlagersänger
- Corinna Schwab (* 1999), Leichtathletin, die sich auf Langsprints und Staffelläufe spezialisiert hat.

### Personen, die mit der Stadt in Verbindung stehen
- Hans Krafft von Vestenberg († 1564) war pfalzgräflicher Landrichter und Pfleger in Burglengenfeld und nach dem Staatskonkurs des Herzogtums Pfalz-Neuburg am 3. Februar 1544 als Vorsitzender der Landschaft vom 20. August 1544 bis 15. August 1552 der höchste Vertreter des Staates.
- Freiherr Goswin von Spiering (1585–1638) Ihm wurde 1623 das Schloss Fronberg verliehen und er war Statthalter des Fürstentums Pfalz-Neuburg.
- Johann Georg Hubmann (1804–1867) ist Verfasser der 1865 in Amberg verlegten Chronik der Stadt Schwandorf.
- Oskar Miller, ab 1875 von Miller (1855–1934) war ein deutscher Bauingenieur. Er wurde als Wasserkraftpionier und Begründer des Deutschen Museums bekannt. 1895 ersteigerte er im heutigen Stadtteil Ettmannsdorf das Hammerwerk und richtete dort ein Elektrizitätswerk ein. Im März 1927 startete er hier einen weltweit bedeutsamen Versuch. Wagemutige Hausfrauen begannen unter seiner Anleitung das „elektrische Kochen“. Ein Jahr später waren bereits 65 Elektroküchen in Betrieb. Bis zum September 1929 war ihre Zahl bereits auf 160 gestiegen.
- Max Josef Ringholz (1908–1961) Stadtrat, Träger des Bundesverdienstkreuzes am Bande, verliehen 1958
- Randolph Freiherr von Breidbach-Bürresheim (1912–1945) war Jurist und gehörte zum Kreis des deutschen Widerstandes vom 20. Juli 1944. Seinen Eltern gehörte das Schloss Fronberg. Er verbrachte dort seine Jugend.
- Franz Sackmann (1920–2011) war ein deutscher Politiker. Er war Mitglied des Bayerischen Landtags, Landrat des Landkreises Roding und Staatssekretär im bayerischen Wirtschaftsministerium. Zudem war er Gründungsmitglied der CSU. Seit 1977 Ehrenbürger der Stadt Schwandorf.
- Ferenc Sidó [ˈfɛrɛnʦ ˈʃidoː] (1923–1998) war ein ungarischer Tischtennisspieler. Er war 1953 Einzel-Weltmeister. Zweimal wurde er Weltmeister im Doppel, viermal im Mixed und viermal mit dem ungarischen Team. 1960 gewann er die Europameisterschaft im Einzel. Er war aktiver Spieler beim TTF Schwandorf.
- Papst Benedikt XVI. (1927–2022) war ab dem 19. März 2006 Ehrenmitglied des 1874 gegründeten Josefi-Vereins Schwandorf. Die Ehrenurkunde wurde am 29. März 2006 vom Vorsitzenden Josef Andree und Kassier Josef Heisler bei einer Audienz in Rom überreicht.
- Pierre Brice (1929–2015), Winnetou-Darsteller, war mit der in Schwandorf geborenen Hella Krekel verheiratet.
- Hansjörg Wagner (1930–2013) war ein deutscher Zeichner, Maler und Bildhauer. Er gestaltete den Bullen beim Tierzuchtzentrum in Schwandorf.
- Walter Odersky (* 1931) war von 1988 bis 1996 Präsident des Bundesgerichtshofs; er verbrachte seine Jugend in Schwandorf.
- Edith Nübler (1932–2024) ausgezeichnet für soziale Lebensleistung mit dem Bundesverdienstkreuz am Bande, verliehen 2009
- Ingomar Grünauer (* 1938) ist ein österreichischer Komponist der Gegenwart. Er war von 1968 bis 1982 Lehrer an Grund- und Hauptschulen in Schwandorf.
- Willy Meyer (1937–2017) war ein deutscher Fußballspieler, der im ersten deutsch-deutschen Ausscheidungsspiel vor den Qualifikationsspielen zu den Olympischen Sommerspielen 1960 in Rom, am 16. September 1959 im Berliner Walter-Ulbricht-Stadion, in der deutschen Fußballnationalmannschaft der Amateure gegen die Fußballnationalmannschaft der DDR spielte. Er spielte in Schwandorf Fußball.
- Heiner Riepl (* 1948), Maler und Grafiker, leitete von 1988 bis 2013 das Künstlerhaus Oberpfalz in der Kebbel Villa.
- Peter Bauer (* 1949) ist ein deutscher Kommunal- und Landespolitiker (Freie Wähler). Er verbrachte seine Jugendzeit in Schwandorf.
- Franz Schindler (* 1956) ist ein bayerischer Rechtsanwalt und Landtagsabgeordneter der SPD. Er wohnt in Schwandorf und Mitglied des Stadtrates.
- Armin Wolf (* 1961) ist ein deutscher Sportjournalist und -reporter.
- Bernd Hobsch (* 1968) ist ein ehemaliger deutscher Fußballspieler, der ab dem Sommer 2002 für ein halbes Jahr als Spielertrainer beim FC Linde Schwandorf aktiv war.
- Florian Thalhofer (* 1972) ist ein deutscher Dokumentarfilmer und Medienkünstler. Seine Eltern leben in Schwandorf. Er verbrachte hier seine Jugend.
- Anna Maria Sturm (* 1982) ist Schauspielerin. Sie wuchs in Schwandorf auf.
- Oliver Fink (* 1982) ist ein deutscher Fußballspieler und spielte beim 1. FC Schwandorf.
- Tobias Fink (* 1983) ist ein ehemaliger deutscher Fußballspieler und spielte beim 1. FC Schwandorf.
- Christian „Pokerbeats“ Huber (* 1984), deutscher Autor, Komponist und Musikproduzent, aufgewachsen in Schwandorf
- René Vollath (* 1990) ist ein deutscher Fußballtorhüter.